# Kim tự tháp

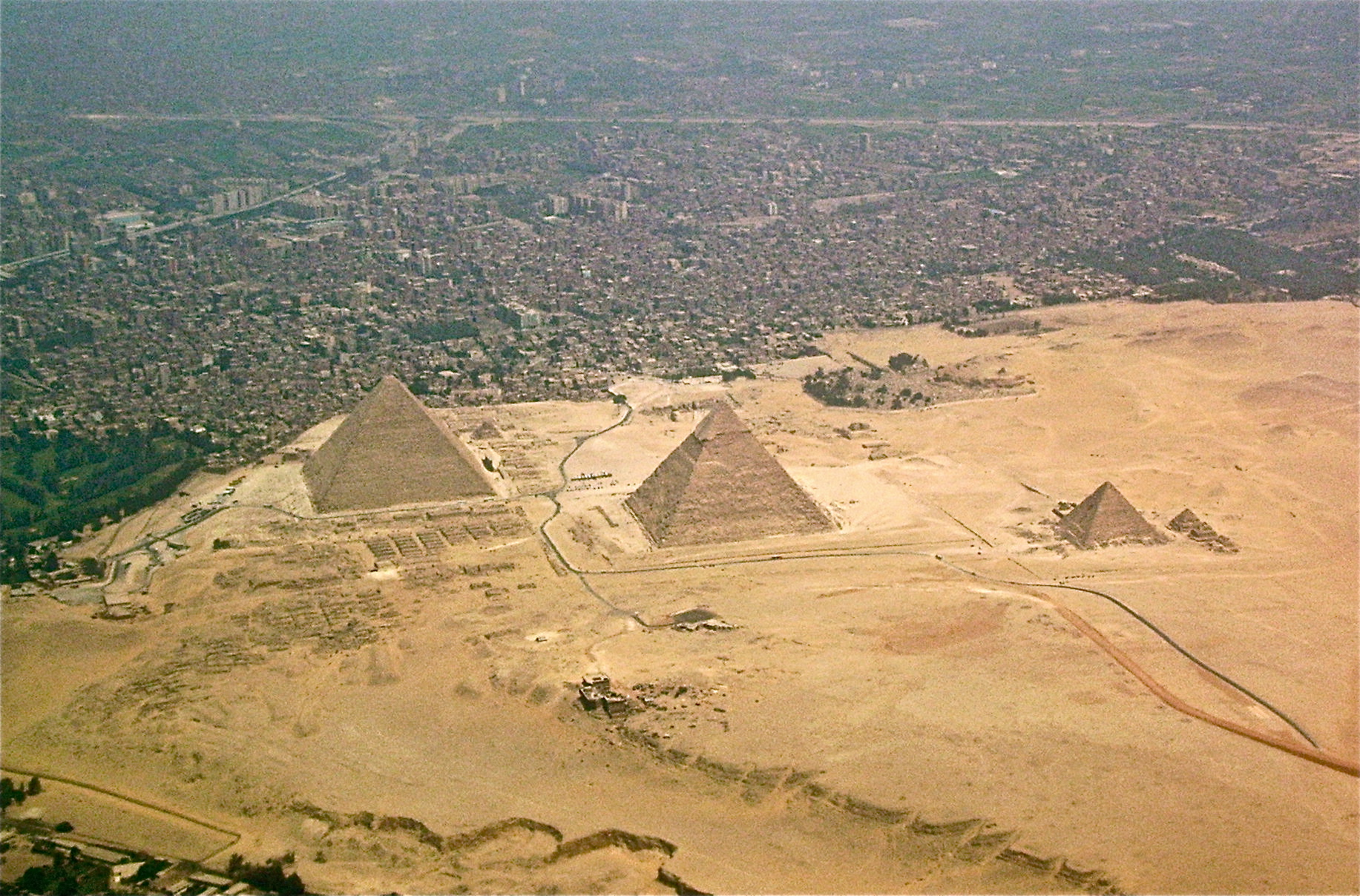
Các kim tự tháp Ai Cập ở quần thể kim tự tháp Giza, nhìn từ trên không. Quần thể này được xây dựng vào khoảng năm 2600 TCN.

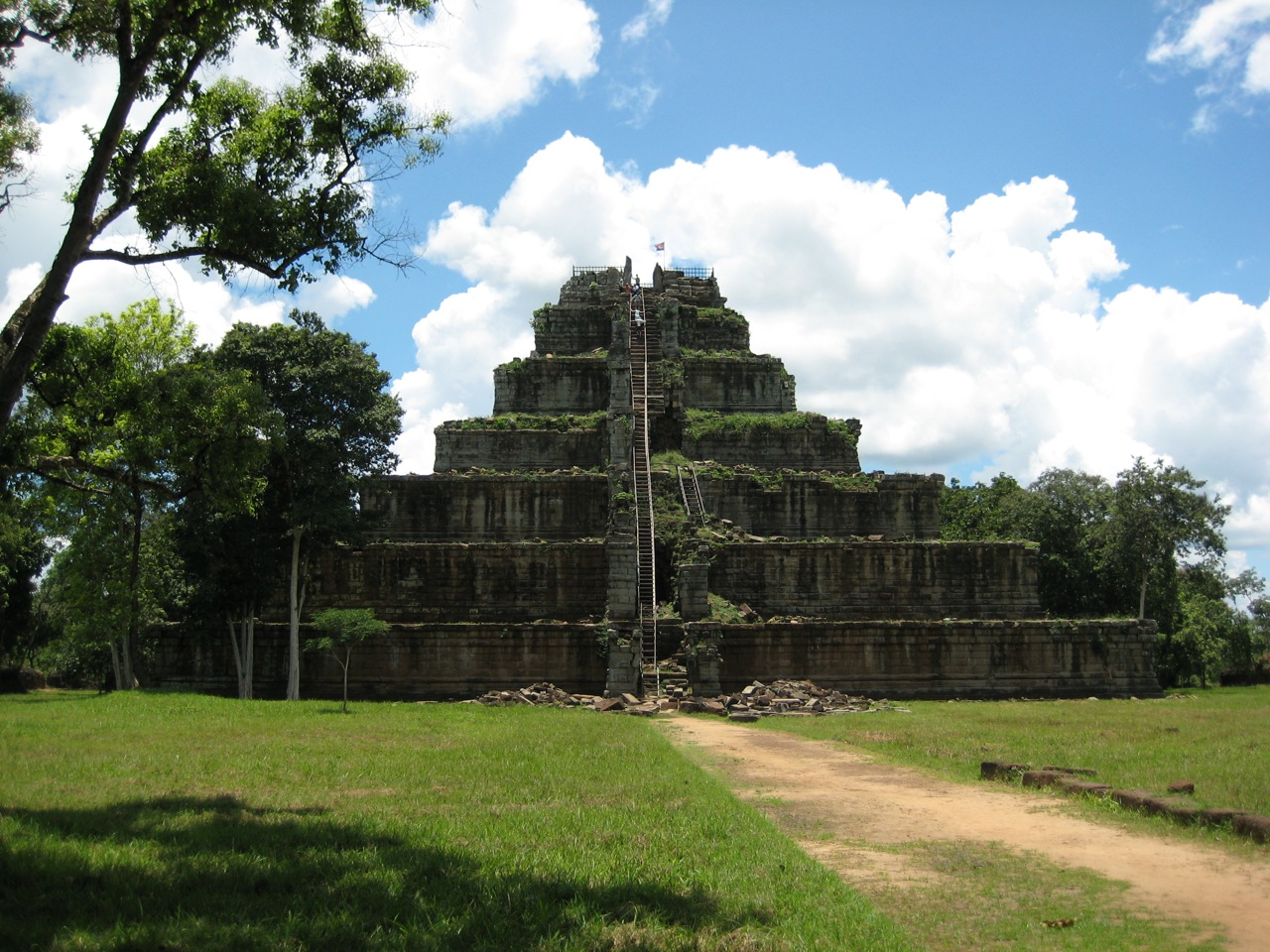
Đền Prasat Thom ở Koh Ker, Campuchia

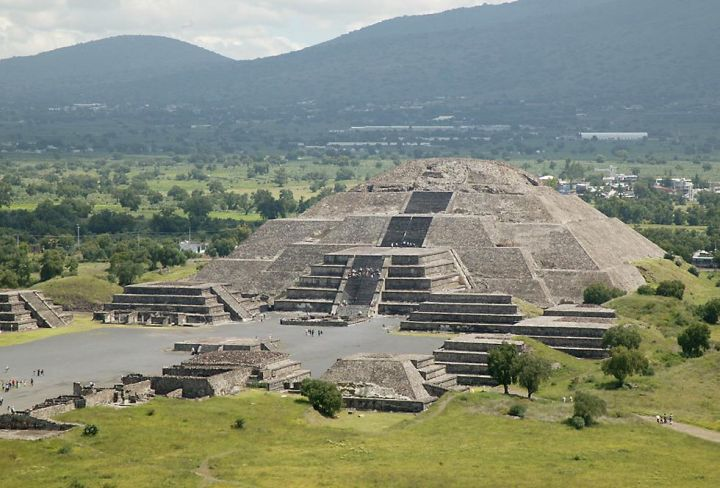
Kim tự tháp Mặt trăng, Teotihuacan. Xây dựng từ 100 đến 450.

Kim tự tháp (chữ Hán: 金字塔, có nghĩa là tháp hình chữ "kim" 金) là một cấu trúc có các mặt bên ngoài của nó là hình tam giác và hội tụ về một bậc ở đỉnh, làm cho hình dạng gần giống như một kim tự tháp theo nghĩa hình học. Đáy của hình chóp có thể là hình tam giác, hình tứ giác hoặc hình đa giác bất kỳ. Như vậy, một hình chóp có ít nhất ba mặt ngoài tam giác (ít nhất bốn mặt kể cả đáy). Kim tự tháp hình vuông, có đáy là hình vuông và bốn mặt ngoài là hình tam giác, là một phiên bản thông thường.
Thiết kế của một kim tự tháp, với phần lớn các trọng lượng gần với mặt đất, và với pyramidion ở đỉnh, phương tiện mà ít tài liệu cấp cao hơn trong kim tự tháp sẽ được đẩy xuống từ trên cao. Sự phân bố trọng lượng này cho phép các nền văn minh ban đầu tạo ra các công trình kiến trúc hoành tráng và ổn định.
Các nền văn minh ở nhiều nơi trên thế giới đã xây dựng kim tự tháp. Kim tự tháp lớn nhất về thể tích là Đại kim tự tháp Cholula, ở bang Puebla của Mexico. Trong hàng nghìn năm, các công trình kiến trúc lớn nhất trên Trái đất là kim tự tháp — đầu tiên là Kim tự tháp Đỏ ở Dashur Necropolis và sau đó là Đại kim tự tháp Khufu, cả hai đều ở Ai Cập — sau này là một trong Bảy kỳ quan của Thế giới Cổ đại vẫn còn sót lại.

## Kim tự tháp

### Lưỡng Hà
Người Lưỡng Hà xây dựng các công trình kiến trúc hình kim tự tháp sớm nhất, được gọi là ziggurat. Trong thời cổ đại, chúng được sơn sáng bằng vàng hay đồng. Vì chúng được xây bằng gạch bùn được phơi nắng nên rất ít dấu tích của chúng. Ziggurat được xây dựng bởi người Sumer, người Babylon, người Elamite, người Akkadia và người Assyria cho các tôn giáo địa phương. Mỗi ziggurat là một phần của khu phức hợp đền thờ bao gồm các tòa nhà khác. Tiền thân của ziggurat là các bệ nâng có từ thời Ubaid  trong thiên niên kỷ thứ tư TCN. Các ziggurat sớm nhất bắt đầu vào gần cuối Thời kỳ Sơ kỳ. Những chiếc ziggurat Mesopotamian mới nhất có niên đại từ thế kỷ thứ 6 TCN.
Được xây dựng theo các tầng nghiêng trên một nền tảng hình chữ nhật, hình bầu dục hoặc hình vuông, ziggurat là một cấu trúc hình chóp với đỉnh bằng phẳng. Gạch nung từ mặt trời tạo nên lõi của ziggurat với mặt ngoài là gạch nung. Các mặt ngoài thường được tráng men với nhiều màu sắc khác nhau và có thể có ý nghĩa chiêm tinh. Các vị vua đôi khi được khắc tên trên những viên gạch tráng men này. Số lượng các cấp dao động từ hai đến bảy. Người ta cho rằng họ có các đền thờ trên đỉnh, nhưng không có bằng chứng khảo cổ học cho điều này và bằng chứng văn bản duy nhất là của Herodotus. Có thể đi đến ngôi đền bằng một loạt đường dốc ở một bên của ziggurat hoặc bằng một đoạn đường xoắn ốc từ chân đến đỉnh.

### Ai Cập
Các kim tự tháp nổi tiếng nhất là kim tự tháp Ai Cập - những công trình kiến trúc khổng lồ được xây bằng gạch hoặc đá, một số trong số đó là một trong những công trình xây dựng lớn nhất thế giới. Chúng được tạo hình như một tham chiếu đến các tia sáng mặt trời. Hầu hết các kim tự tháp đều có bề mặt đá vôi trắng được đánh bóng, có độ phản chiếu cao, để tạo cho chúng vẻ sáng bóng khi nhìn từ xa. Capstone thường được làm bằng đá cứng - đá granit hoặc đá bazan - và có thể được mạ vàng, bạc hoặc điện và cũng sẽ có độ phản chiếu cao. Sau năm 2700 trước Công nguyên, người Ai Cập cổ đại bắt đầu xây dựng các kim tự tháp, cho đến khoảng năm 1700 trước Công nguyên. Kim tự tháp đầu tiên được xây dựng trong Vương triều thứ ba bởi Pharaoh Djoser và kiến trúc sư Imhotep của ông. Kim tự tháp bậc thang này bao gồm sáu cột buồm xếp chồng lên nhau. Kim tự tháp Ai Cập lớn nhất là những kim tự tháp ở quần thể kim tự tháp Giza.

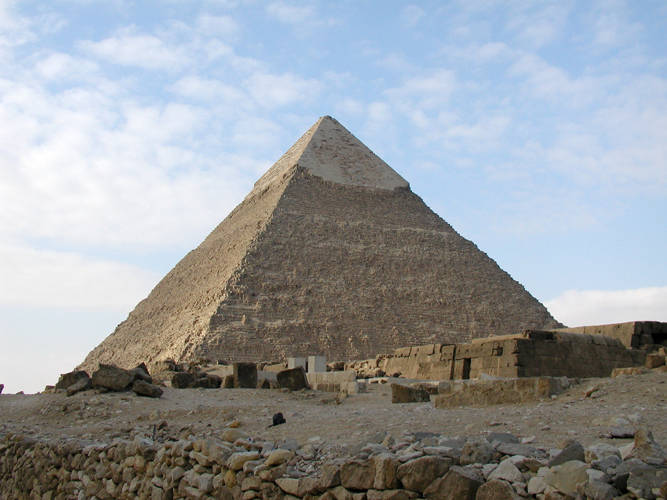
Kim tự tháp Khafra, Ai Cập, khoảng năm 2600 TCN.

Tuổi của các kim tự tháp đạt đến đỉnh cao tại Giza vào năm 2575–2150 TCN. Các kim tự tháp Ai Cập cổ đại trong hầu hết các trường hợp đều được đặt ở phía tây sông Nile vì linh hồn của vị pharaoh thần thánh có ý nghĩa kết hợp với mặt trời trong quá trình hạ xuống trước khi tiếp tục với mặt trời trong vòng vĩnh cửu của nó. Tính đến năm 2008, khoảng 135 kim tự tháp đã được phát hiện ở Ai Cập. Đại kim tự tháp Giza là lớn nhất ở Ai Cập và là một trong những đại kim tự tháp lớn nhất thế giới. Với độ cao 481 ft, nó là tòa nhà cao nhất thế giới cho đến khi Nhà thờ Lincoln được hoàn thành vào năm 1311 sau Công nguyên. Căn cứ rộng hơn 52.600 mét vuông (566.000 foot vuông) trong khu vực. Đại kim tự tháp Giza là một trong bảy kỳ quan của thế giới cổ đại. Nó là người duy nhất tồn tại đến thời hiện đại. Người Ai Cập cổ đại phủ đá vôi trắng đánh bóng lên mặt kim tự tháp, chứa một lượng lớn vỏ sò hóa thạch. Nhiều viên đá ốp đã rơi xuống hoặc được lấy ra để xây dựng ở Cairo.
Hầu hết các kim tự tháp đều nằm gần Cairo, chỉ có một kim tự tháp hoàng gia nằm ở phía nam Cairo, tại quần thể đền thờ Abydos. Kim tự tháp ở Abydos, Ai Cập được ủy quyền bởi Ahmose I, người đã thành lập Vương triều thứ 18 và Vương quốc Mới. Việc xây dựng các kim tự tháp bắt đầu từ Vương triều thứ ba với triều đại của Vua Djoser. Các vị vua đầu tiên như Snefru đã xây dựng một số kim tự tháp, với các vị vua tiếp theo đã tăng thêm số lượng kim tự tháp cho đến cuối thời Trung Vương quốc.
Vị vua cuối cùng xây dựng các kim tự tháp hoàng gia là Ahmose, với các vị vua sau này giấu lăng mộ của họ trên những ngọn đồi, chẳng hạn như những ngôi mộ trong Thung lũng các vị vua ở Bờ Tây của Luxor. Ở Medinat Habu, hay Deir el-Medina, các kim tự tháp nhỏ hơn được xây dựng bởi các cá nhân. Các kim tự tháp nhỏ hơn với các cạnh dốc hơn cũng được xây dựng bởi người Nubia, những người cai trị Ai Cập trong thời kỳ Hậu kỳ.

### Sudan

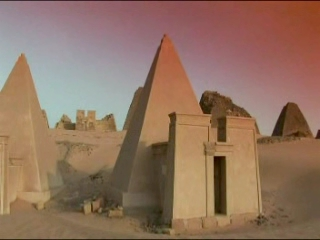
Kim tự tháp Nubian ở Meroe với lối vào giống như cột tháp.

Trong khi các kim tự tháp gắn liền với Ai Cập, quốc gia Sudan có 220 kim tự tháp còn tồn tại, nhiều nhất trên thế giới. Kim tự tháp Nubian được xây dựng (khoảng 240 kim tự tháp trong số đó) tại ba địa điểm ở Sudan để làm lăng mộ cho các vị vua và hoàng hậu của Napata và Meroë. Kim tự tháp Kush, còn được gọi là Kim tự tháp Nubian, có những đặc điểm khác với kim tự tháp của Ai Cập. Các kim tự tháp Nubian được xây dựng ở một góc dốc hơn so với các kim tự tháp ở Ai Cập. Các kim tự tháp vẫn được xây dựng ở Sudan vào cuối năm 200 sau Công nguyên.

### Nigeria
Một trong những công trình kiến trúc độc đáo của nền văn hóa Igbo là Kim tự tháp Nsude, tại thị trấn Nsude của Nigeria, phía bắc Igboland. Mười cấu trúc kim tự tháp được xây dựng bằng đất sét / bùn. Phần cơ sở đầu tiên là 60 ft. theo chu vi và 3 ft. chiều cao. Ngăn xếp tiếp theo là 45 ft. theo chu vi. Các chồng hình tròn tiếp tục, cho đến khi nó lên đến đỉnh. Các công trình kiến trúc là đền thờ cho thần Ala, người được cho là cư ngụ trên đỉnh. Một cây gậy được đặt trên đỉnh tượng trưng cho nơi ở của thần. Các cấu trúc được đặt thành từng nhóm năm người song song với nhau. Bởi vì nó được xây dựng bằng đất sét / bùn giống như Deffufa của Nubia, thời gian đã khiến nó phải trả giá bằng việc phải tái thiết định kỳ.

### Hy Lạp
Pausanias (thế kỷ thứ 2 sau Công nguyên) đề cập đến hai tòa nhà giống như kim tự tháp. Một tòa cách phía tây nam của cấu trúc vẫn còn đứng vững tại Hellenikon 19 km (12 mi), một ngôi mộ chung cho những người lính đã chết trong cuộc đấu tranh huyền thoại giành ngai vàng của Argos và một ngôi mộ khác mà ông được cho là ngôi mộ của Argives bị giết trong một trận chiến vào khoảng năm 669/8 TCN.. Không có cái nào trong số này vẫn tồn tại và không có bằng chứng cho thấy chúng giống kim tự tháp Ai Cập.

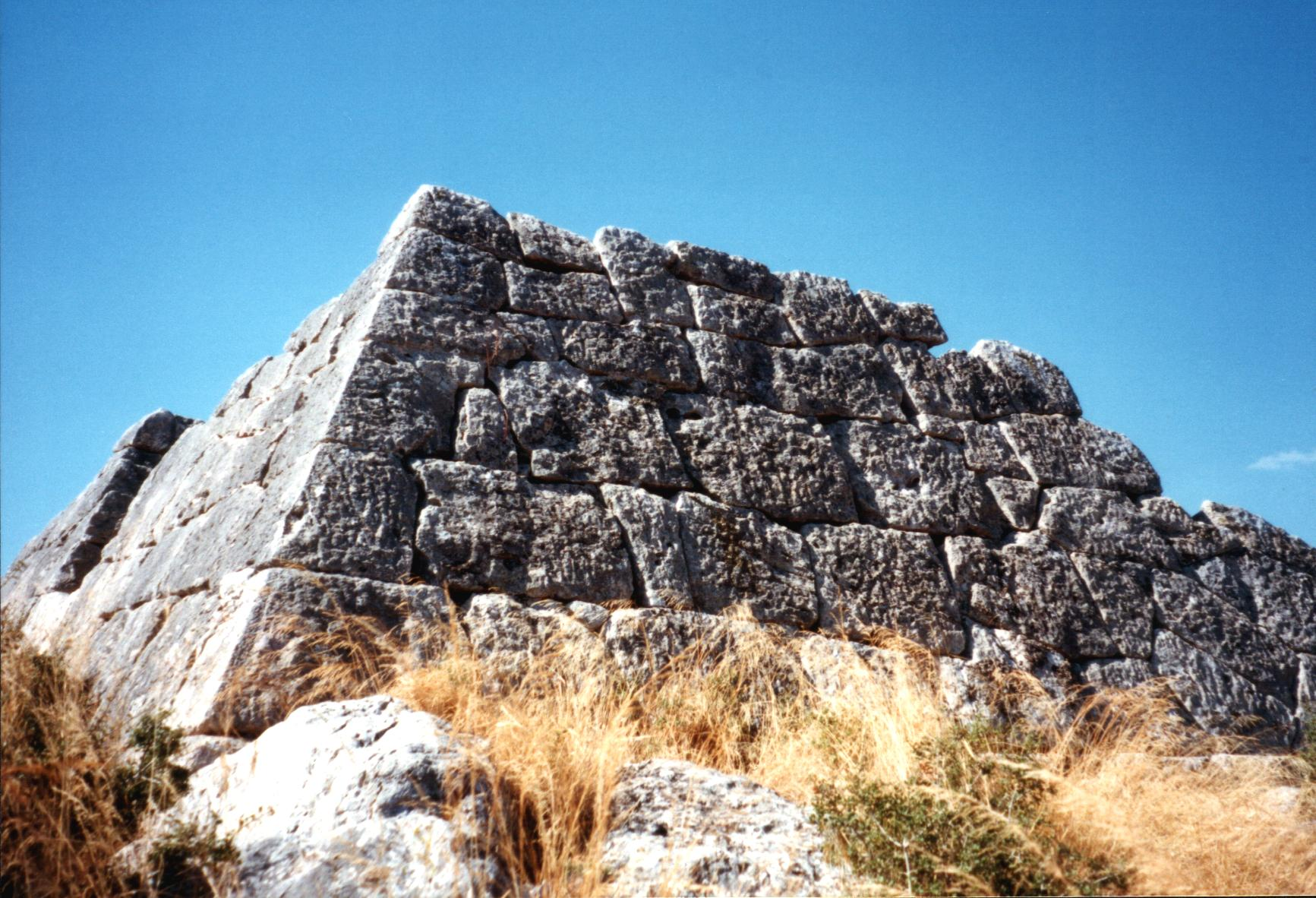
Kim tự tháp Hellinikon

Ngoài ra còn có ít nhất hai cấu trúc giống như kim tự tháp còn sót lại vẫn còn tồn tại để nghiên cứu, một ở Hellenikon và một ở Ligourio / Ligurio, một ngôi làng gần nhà hát cổ Epidaurus. Những tòa nhà này không được xây dựng theo cách giống như các kim tự tháp ở Ai Cập. Chúng có những bức tường dốc vào bên trong nhưng khác với những bức tường không có sự tương đồng rõ ràng với các kim tự tháp Ai Cập. Họ có các phòng lớn ở trung tâm (không giống như kim tự tháp Ai Cập) và cấu trúc Hellenikon là hình chữ nhật chứ không phải hình vuông, ☃☃ có nghĩa là các bên không thể gặp nhau tại một điểm. ☃☃ Đá được sử dụng để xây dựng các công trình này là đá vôi được khai thác tại địa phương và được cắt cho vừa vặn, không thành các khối tự do như Đại kim tự tháp Giz
Niên đại của các cấu trúc này được tạo ra từ các mảnh vỡ nồi được khai quật từ sàn nhà và trên mặt đất. Các niên đại mới nhất hiện có từ niên đại khoa học đã được ước tính vào khoảng thế kỷ 5 và 4. Thông thường kỹ thuật này được sử dụng để xác định niên đại đồ gốm, nhưng ở đây các nhà nghiên cứu đã sử dụng nó để xác định niên đại của các mảnh đá từ các bức tường của cấu trúc. Điều này đã tạo ra một số cuộc tranh luận về việc liệu những cấu trúc này có thực sự lâu đời hơn Ai Cập hay không, đây là một phần của cuộc tranh cãi về Athena Đen.
Mary Lefkowitz đã chỉ trích nghiên cứu này. Cô gợi ý rằng một số nghiên cứu được thực hiện không phải để xác định độ tin cậy của phương pháp xác định niên đại, như đã được đề xuất, mà là để sao lưu một giả định về tuổi và đưa ra những điểm nhất định về kim tự tháp và nền văn minh Hy Lạp. Cô lưu ý rằng không chỉ các kết quả không chính xác lắm, mà các cấu trúc khác được đề cập trong nghiên cứu thực tế không phải là kim tự tháp, ví dụ một ngôi mộ được cho là lăng mộ của Amphion và Zethus gần Thebes, một cấu trúc ở Stylidha (Thessaly) là chỉ là một bức tường dài, v.v. Cô cũng lưu ý khả năng những viên đá có niên đại có thể đã được tái chế từ các công trình xây dựng trước đó. Bà cũng lưu ý rằng nghiên cứu trước đó từ những năm 1930, được xác nhận bởi Fracchia vào những năm 1980 đã bị bỏ qua. Cô lập luận rằng họ đã tiến hành nghiên cứu của mình bằng cách sử dụng một phương pháp luận mới lạ và chưa được kiểm chứng trước đó để xác nhận một lý thuyết định trước về tuổi của những cấu trúc này.
Liritzis trả lời trong một bài báo xuất bản năm 2011, nói rằng Lefkowitz đã không hiểu và giải thích sai về phương pháp luận.

### Tây Ban Nha
Kim tự tháp Güímar đề cập đến sáu cấu trúc bậc thang, hình kim tự tháp hình chữ nhật, được xây dựng từ đá nham thạch mà không sử dụng vữa. Chúng nằm ở quận Chacona, một phần của thị trấn Güímar trên đảo Tenerife thuộc quần đảo Canary. Các cấu trúc có niên đại từ thế kỷ 19 và chức năng ban đầu của chúng được giải thích là sản phẩm phụ của kỹ thuật nông nghiệp đương đại.
Autochthonous Guanche truyền thống cũng như còn sống sót hình ảnh chỉ ra rằng cấu trúc tương tự (còn được gọi là "Morras", "Majanos", "Molleros", hoặc "Paredones") có thể đã được tìm thấy ở nhiều nơi trên đảo trong quá khứ. Tuy nhiên, theo thời gian chúng đã bị tháo dỡ và sử dụng như một vật liệu xây dựng rẻ tiền. Bản thân ở Güímar có chín kim tự tháp, chỉ có sáu trong số đó còn tồn tại.

### Trung Quốc

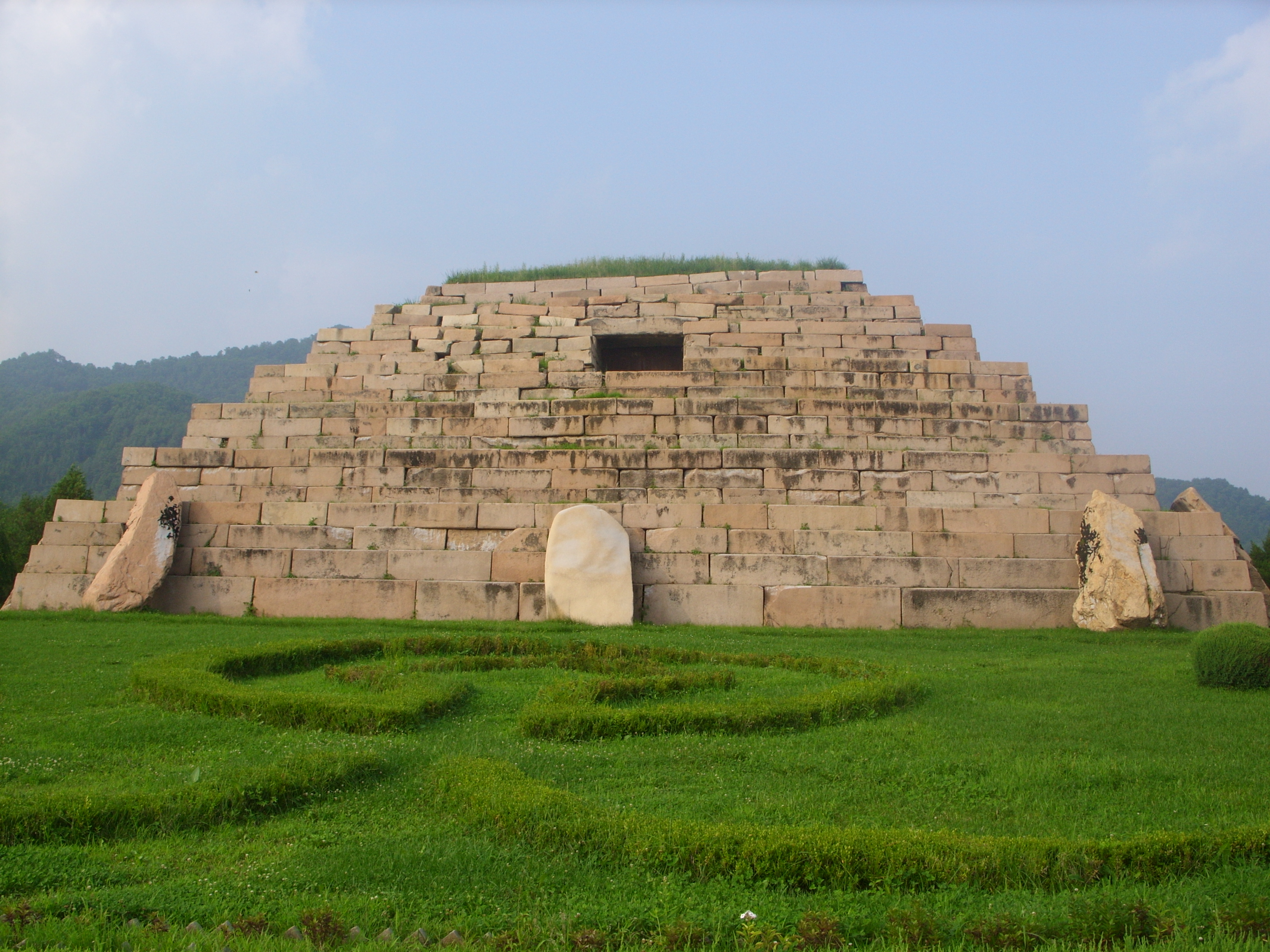
Ngôi mộ cổ Triều Tiên ở Tập An, Đông Bắc Trung Quốc

Có rất nhiều ngôi mộ vuông có đỉnh bằng phẳng ở Trung Quốc. Hoàng đế đầu tiên Tần Thủy Hoàng (khoảng năm 221 trước Công nguyên, người đã thống nhất 7 vương quốc thời Tiền đế quốc) được chôn cất dưới một gò đất lớn bên ngoài Tây An ngày nay. Trong những thế kỷ tiếp theo, khoảng hơn chục hoàng gia triều đại nhà Hán cũng được chôn cất dưới các công trình đất hình chóp bằng phẳng.

### Trung Bộ châu Mỹ

Đền El Castillo chiếm lĩnh vùng trung tâm của khu di tích Chichen Itza của người Maya

Một số nền văn hóa Trung Bộ châu Mỹ cũng xây dựng các công trình kiến trúc hình kim tự tháp. Các kim tự tháp Mesoamerican thường có bậc thang, với các ngôi đền trên đỉnh, giống với ziggurat Mesopotamian hơn là kim tự tháp Ai Cập.
Kim tự tháp lớn nhất về thể tích là Đại kim tự tháp Cholula, ở bang Puebla của Mexico. Được xây dựng từ thế kỷ thứ 3 trước Công nguyên đến thế kỷ thứ 9 sau Công nguyên, kim tự tháp này được coi là tượng đài lớn nhất từng được xây dựng ở bất kỳ đâu trên thế giới và vẫn đang được khai quật. Kim tự tháp lớn thứ ba trên thế giới, Kim tự tháp Mặt trời, tại Teotihuacan cũng nằm ở México. Có một kim tự tháp khác thường với mặt bằng hình tròn tại địa điểm Cuicuilco, hiện nằm bên trong Thành phố Mexico và hầu hết được bao phủ bởi dung nham từ một vụ phun trào của Núi lửa Xitle vào thế kỷ 1 trước Công nguyên. Có một số kim tự tháp bậc tròn được gọi là Guachimontones ở Teuchitlán, Jalisco.
Các kim tự tháp ở Mexico thường được dùng làm nơi hiến tế con người. Theo Michael Harner, đối với việc tái thánh hiến Đại kim tự tháp Tenochtitlan vào năm 1487, ở đó, theo Michael Harner, "một nguồn cho biết 20.000, nguồn khác là 72.344, và một số đưa ra 80.400".

### Mỹ và Canada

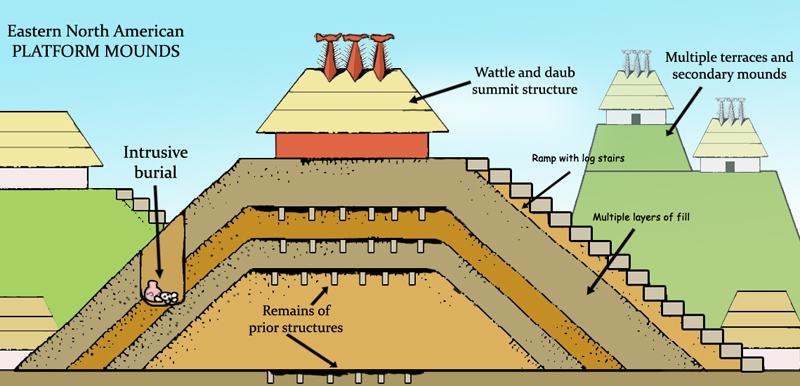
Một sơ đồ cho thấy các thành phần khác nhau của các ụ đất ở Đông Bắc Mỹ

Nhiều xã hội thổ dân châu Mỹ thời tiền Colombo ở Bắc Mỹ cổ đại đã xây dựng các cấu trúc đất hình chóp lớn được gọi là gò nền. Trong số những công trình kiến trúc lớn nhất và nổi tiếng nhất là Monks Mound tại địa điểm Cahokia, nơi trở thành Illinois, được hoàn thành vào khoảng năm 1100 sau Công nguyên, có phần đế lớn hơn cả Đại kim tự tháp ở Giza. Nhiều gò đất trải qua nhiều đợt xây dựng theo chu kỳ, một số trở nên khá lớn. Chúng được cho là đã đóng một vai trò trung tâm trong đời sống tôn giáo của người dân xây gò và các công dụng được ghi nhận bao gồm bệ nhà của tù trưởng bán công, bệ đền thờ công cộng, bệ nhà xác, bệ nhà mồ, bệ đất / nhà phố, dinh thự bệ, nền vuông và bệ rotunda, và bệ khiêu vũ. Các nền văn hóa đã xây dựng các gò đất bao gồm văn hóa Troyville, văn hóa Coles Creek, văn hóa Plaquemine và văn hóa Mississippi.

### Đế quốc La Mã

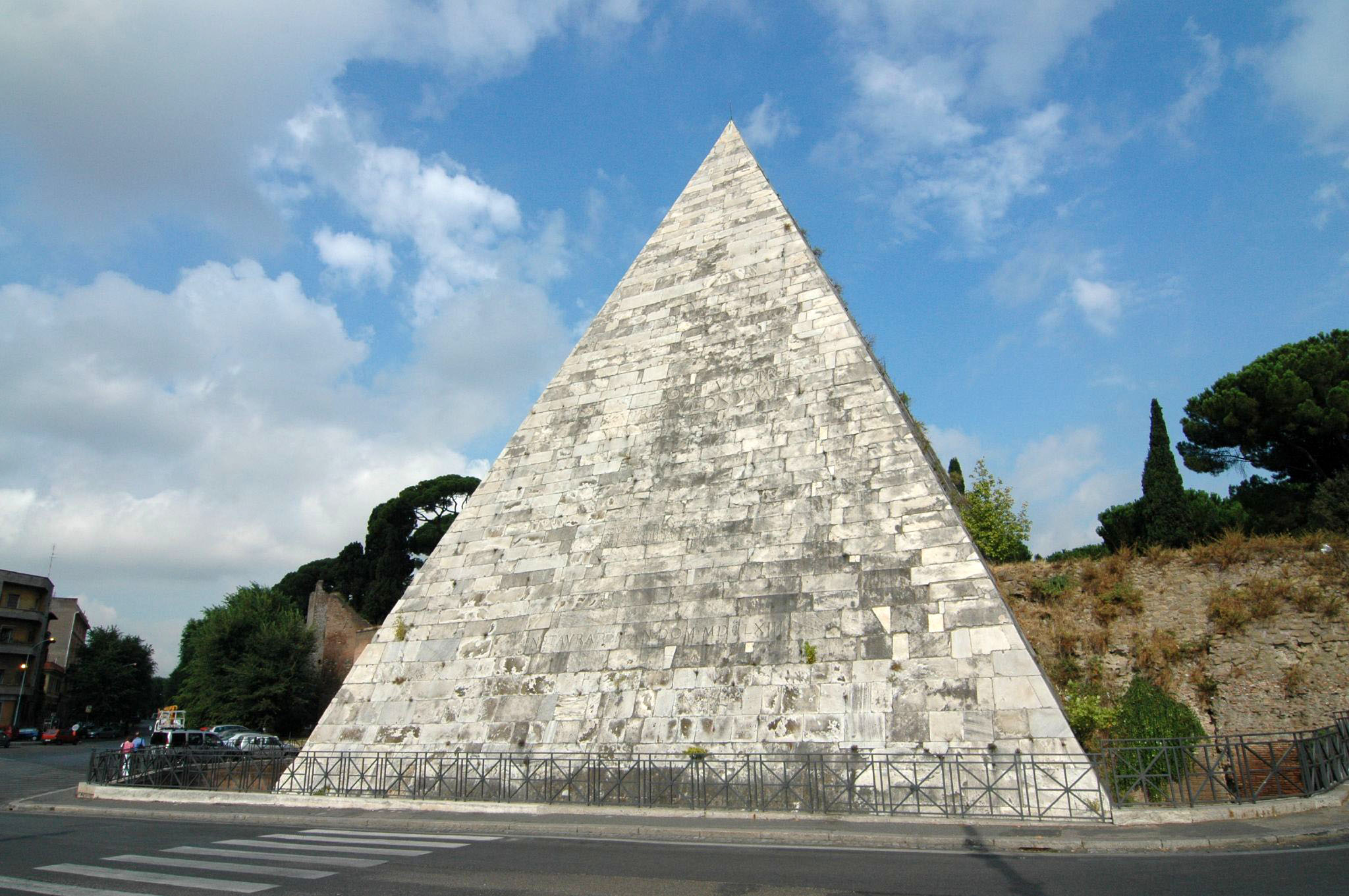
Kim tự tháp Cestius ở Rome, Ý

Kim tự tháp Cestius cao 27 mét được xây dựng vào cuối thế kỷ 1 trước Công nguyên và vẫn tồn tại cho đến ngày nay, gần với Porta San Paolo. Một cái khác, tên là Meta Romuli, đứng ở Ager Vaticanus (Borgo ngày nay), đã bị phá hủy vào cuối thế kỷ 15.

### Châu Âu thời Trung Cổ
Kim tự tháp đôi khi được sử dụng trong kiến trúc Thiên chúa giáo của thời kỳ phong kiến, ví dụ như tháp của Nhà thờ Gothic San Salvador của Oviedo.

### Ấn Độ
Nhiều kim tự tháp đền thờ bằng đá granit khổng lồ được làm ở Nam Ấn Độ dưới thời Đế chế Chola, nhiều trong số đó vẫn còn được sử dụng trong tôn giáo ngày nay. Ví dụ về các ngôi đền kim tự tháp như vậy bao gồm Đền Brihadisvara ở Thanjavur, Đền Brihadisvara ở Gangaikonda Cholapuram và Đền Airavatevara ở Darasuram. Tuy nhiên, ngôi đền có diện tích lớn nhất là đền Ranganathaswamy ở Srirangam, Tamil Nadu. Ngôi đền Thanjavur được xây dựng bởi Raja Raja Chola vào thế kỷ 11. Đền Brihadisvara được UNESCO công nhận là Di sản Thế giới vào năm 1987; Đền Gangaikondacholapuram và Đền Airavatevara tại Darasuram đã được thêm vào làm phần mở rộng cho đền này vào năm 2004.

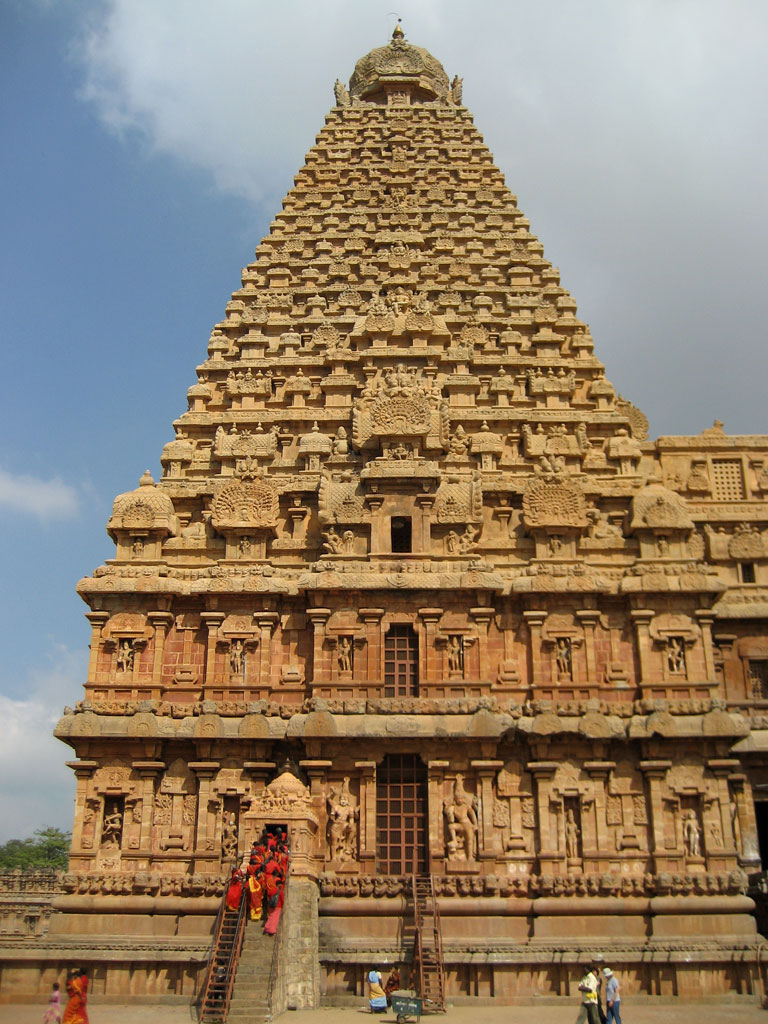
Gopuram (tháp) bằng đá granit của Đền Brihadeeswarar, 1010 CN.
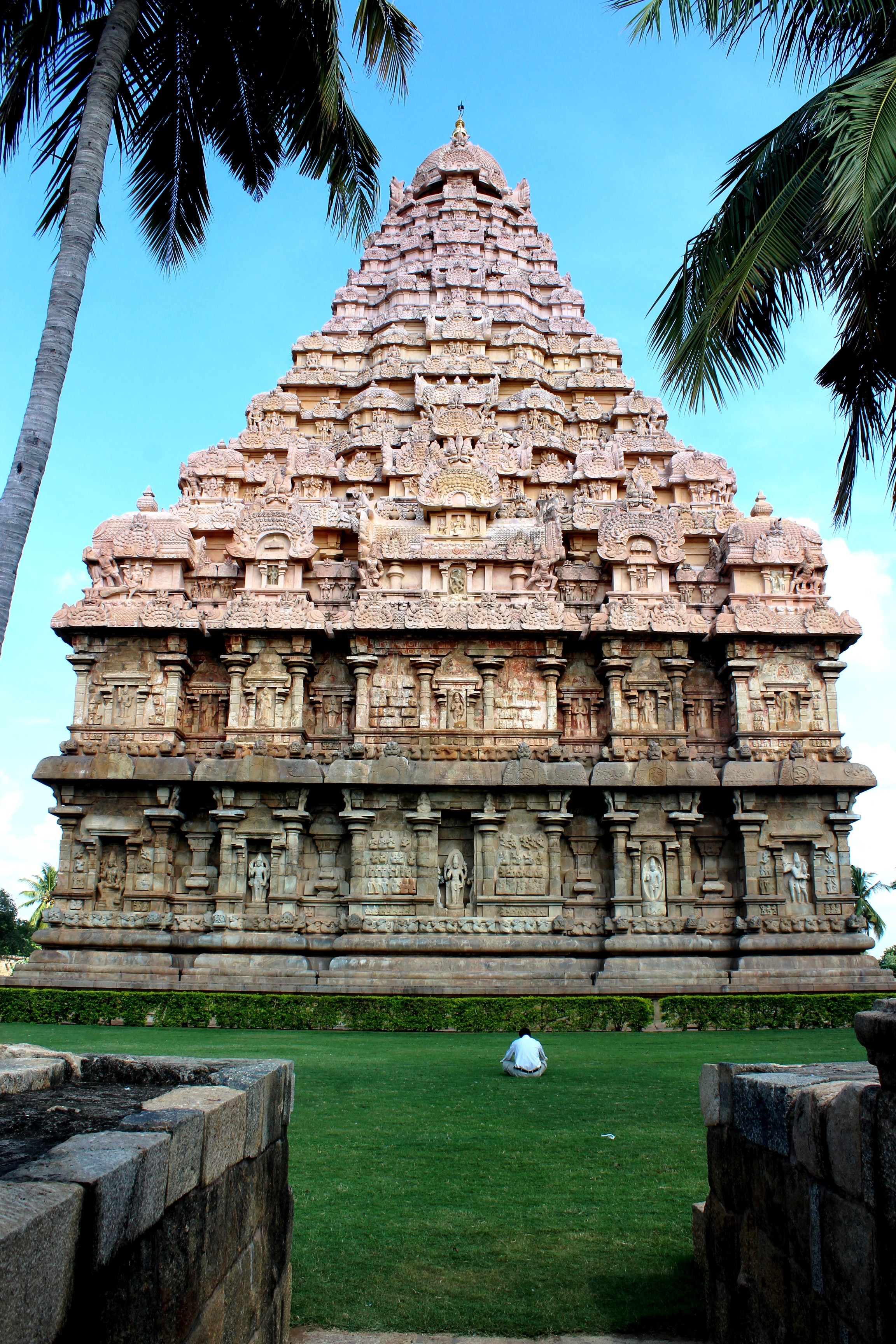
Cấu trúc hình kim tự tháp phía trên khu bảo tồn ở Đền Brihadisvara.
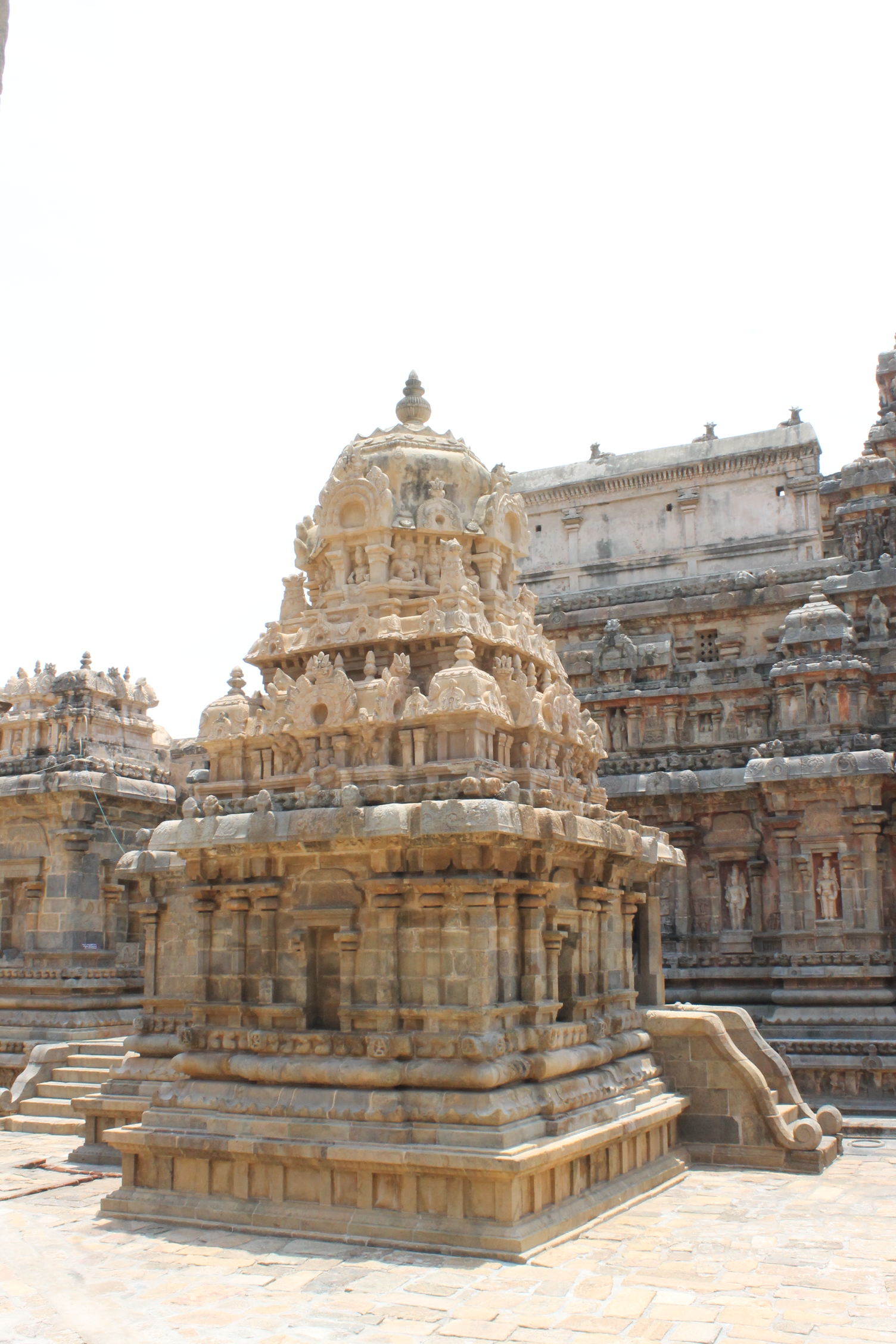
Cấu trúc kim tự tháp bên trong Đền Airavatevara.
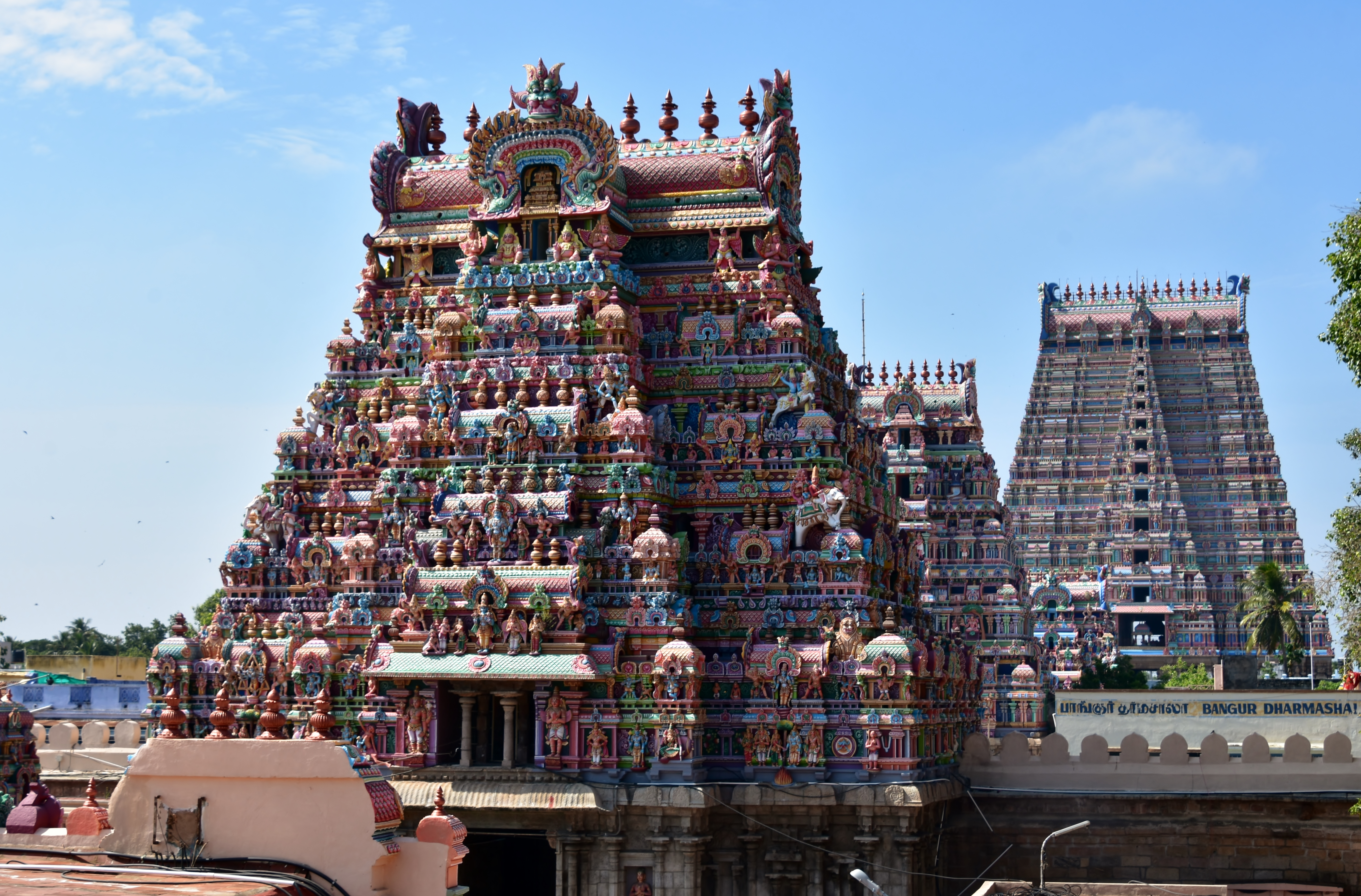
Gopurams của Đền Ranganathaswamy ở Srirangam dành riêng cho Ranganatha, một hình dạng nằm nghiêng của vị thần Hindu Maha Vishnu.

### Indonesia

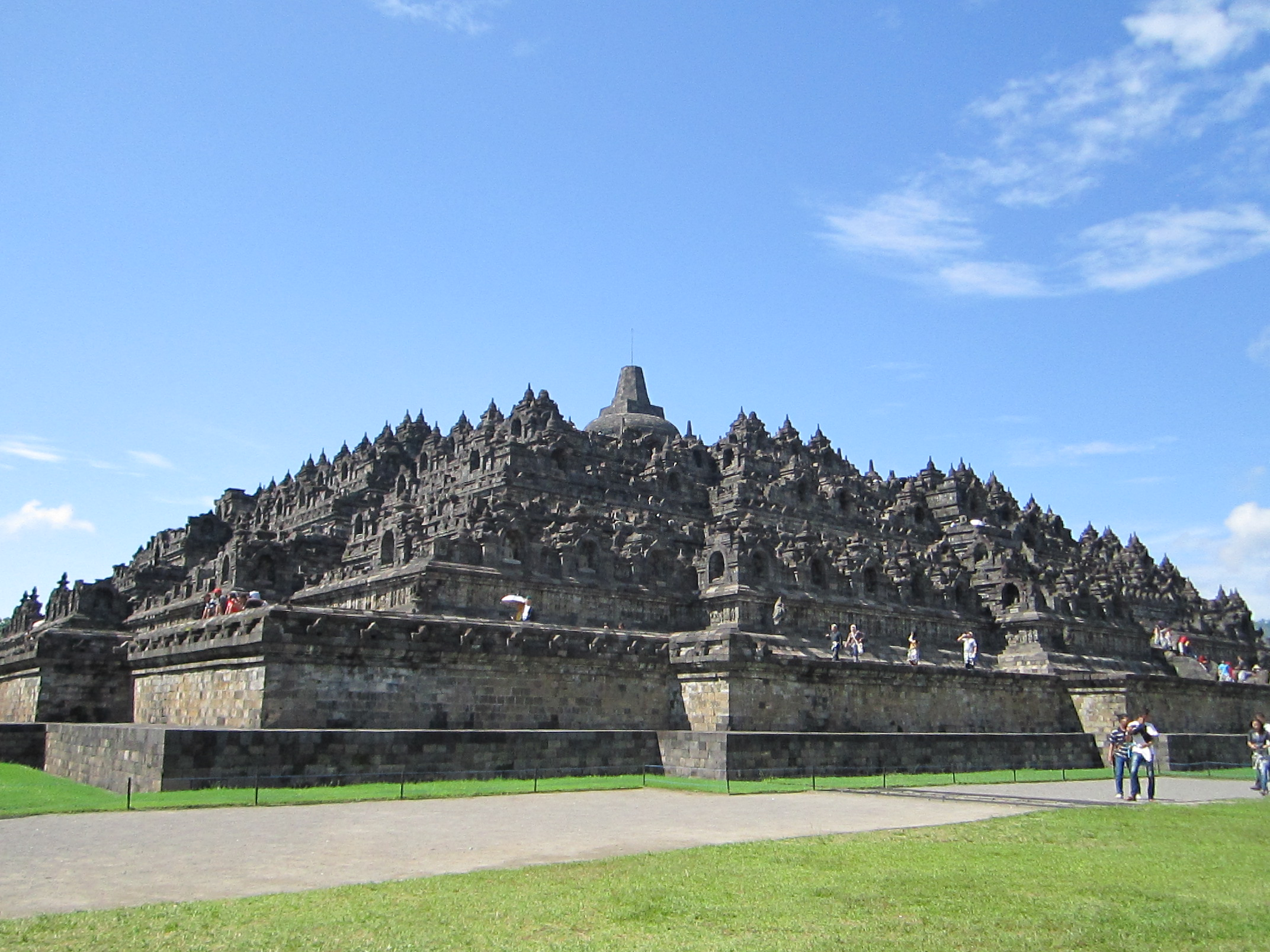
Borobudur, Indonesia

Bên cạnh menhir, bàn đá, và tượng đá; Văn hóa cự thạch Austronesian ở Indonesia cũng có các cấu trúc kim tự tháp bậc thang bằng đất và đá được gọi là punden berundak như được phát hiện ở địa điểm Pangguyangan gần Cisolok  và ở Cipari gần Kuningan. Việc xây dựng các kim tự tháp bằng đá dựa trên tín ngưỡng bản địa rằng núi và nơi cao là nơi ở của linh hồn tổ tiên.
Kim tự tháp bậc thang là thiết kế cơ bản của di tích Phật giáo Borobudur thế kỷ thứ 8 ở Trung Java. Tuy nhiên, những ngôi đền sau này được xây dựng ở Java đã bị ảnh hưởng bởi kiến trúc Ấn Độ giáo của Ấn Độ, như được trưng bày bởi những ngọn tháp cao chót vót của đền Prambanan. Vào thế kỷ 15, Java vào cuối thời kỳ Majapahit chứng kiến sự hồi sinh của các yếu tố bản địa Austronesian được trưng bày bởi ngôi đền Sukuh có phần giống kim tự tháp Mesoamerican, và cũng là kim tự tháp bậc thang của Núi Penanggungan.

### Peru
Các nền văn hóa Andes đã sử dụng các kim tự tháp trong các cấu trúc kiến trúc khác nhau như các kim tự tháp ở Caral, Tucume và Chavín de Huantar.

## Các ví dụ hiện đại

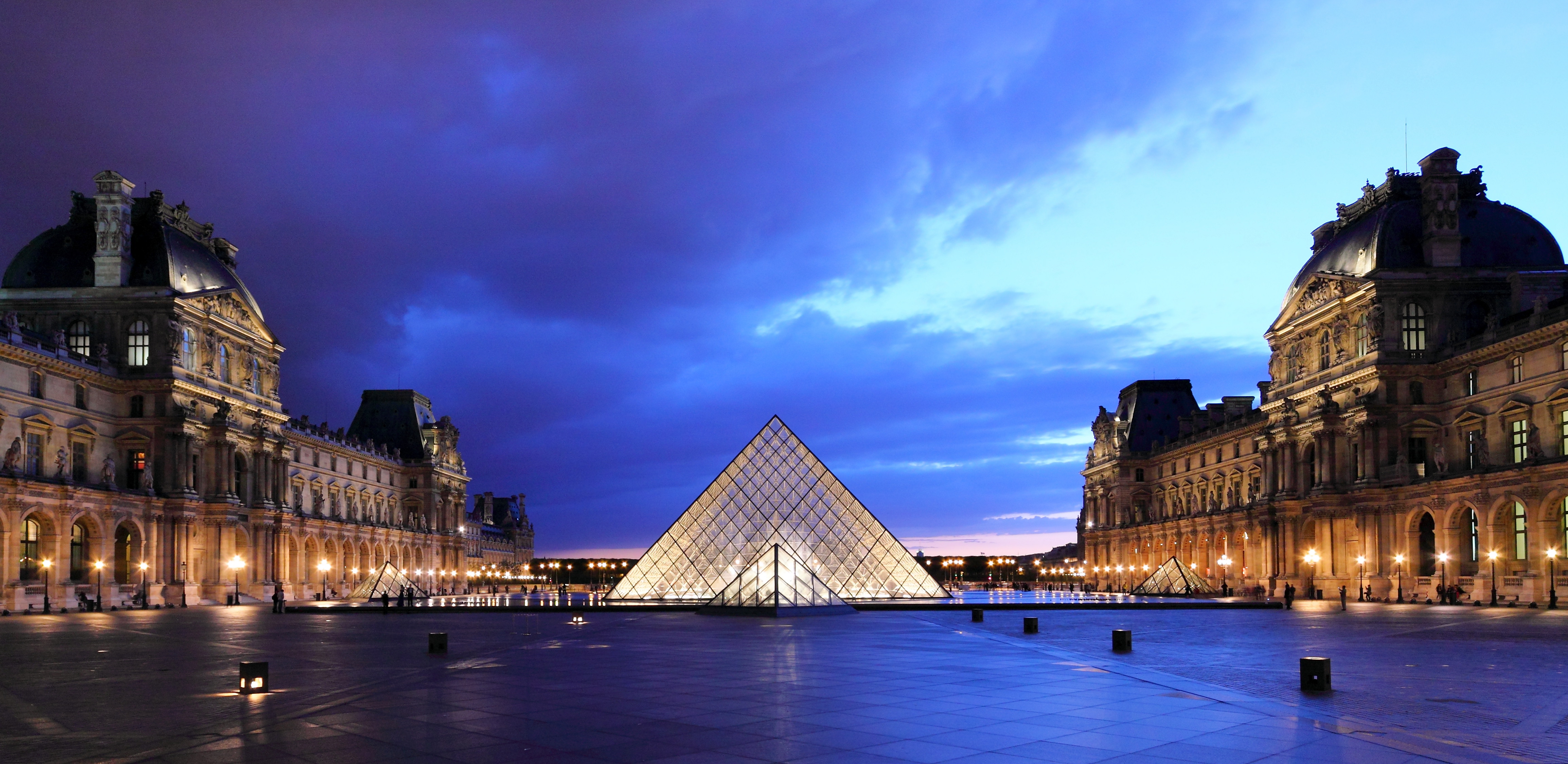
Kim tự tháp Louvre (Paris, Pháp)

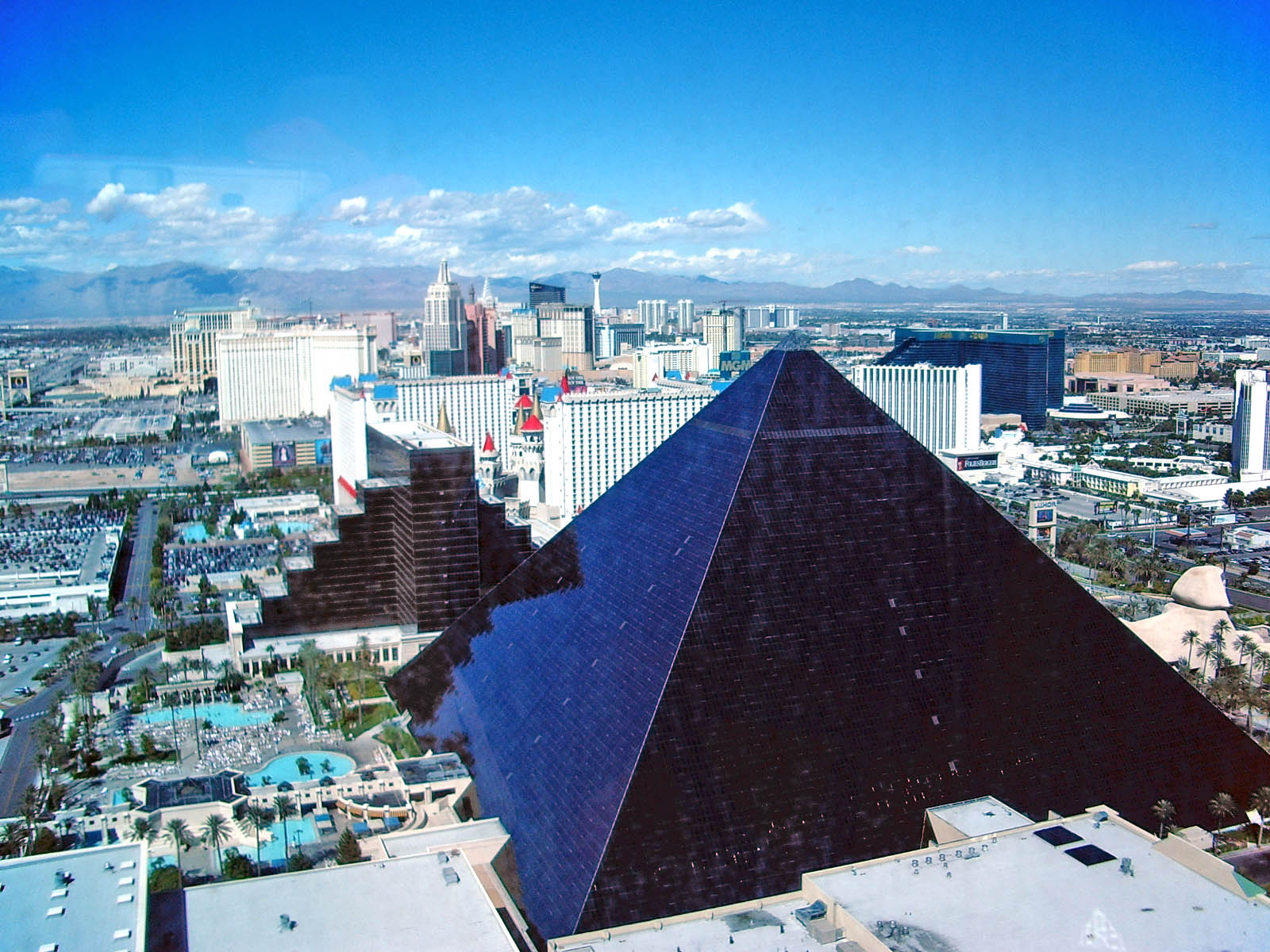
Khách sạn Luxor ở Las Vegas, Nevada

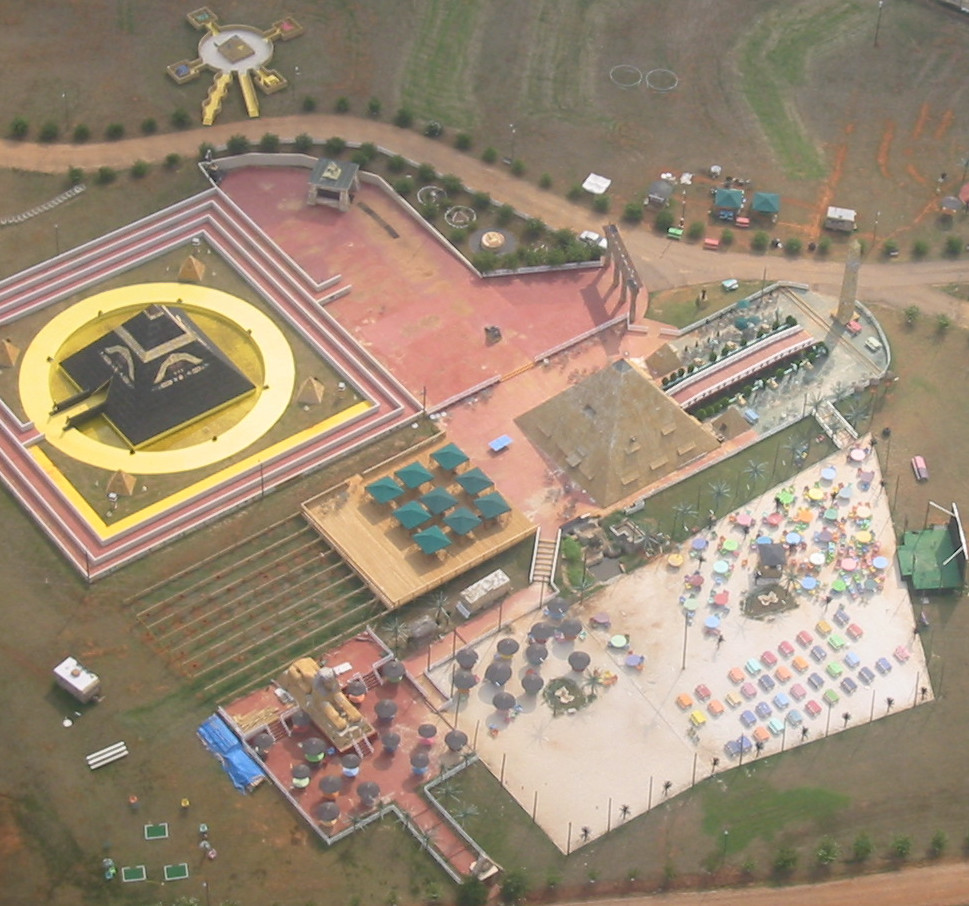
Phần trung tâm của làng " Tama-Re ", nhìn từ trên không

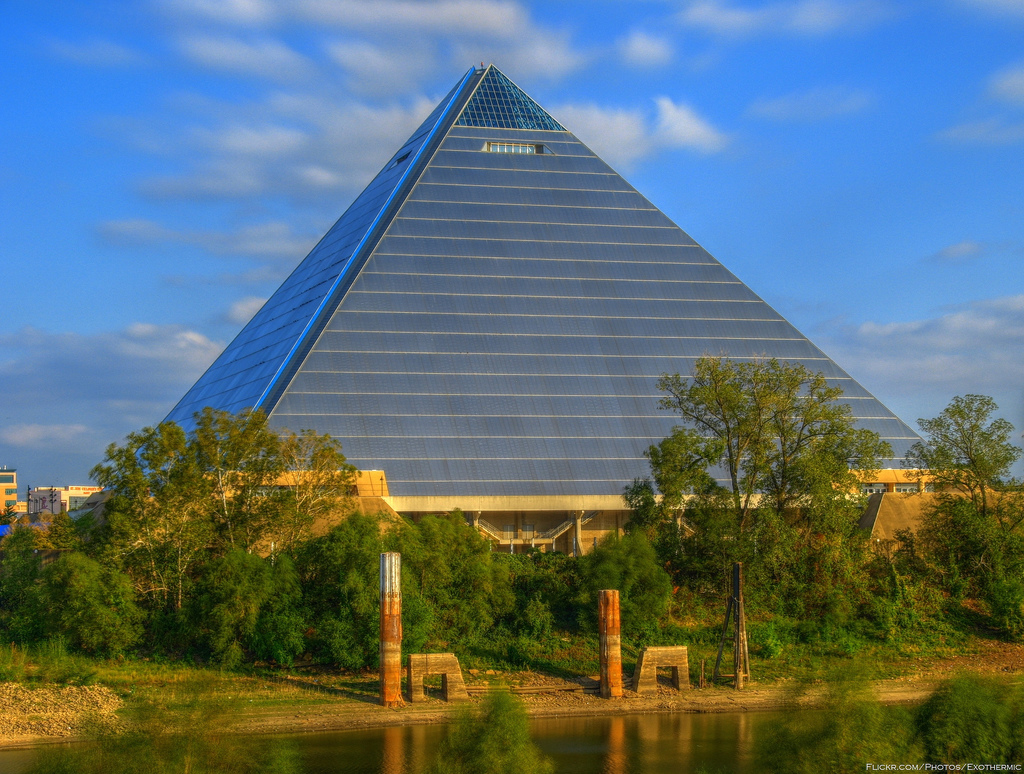
Đấu trường Kim tự tháp ở Memphis, Tennessee

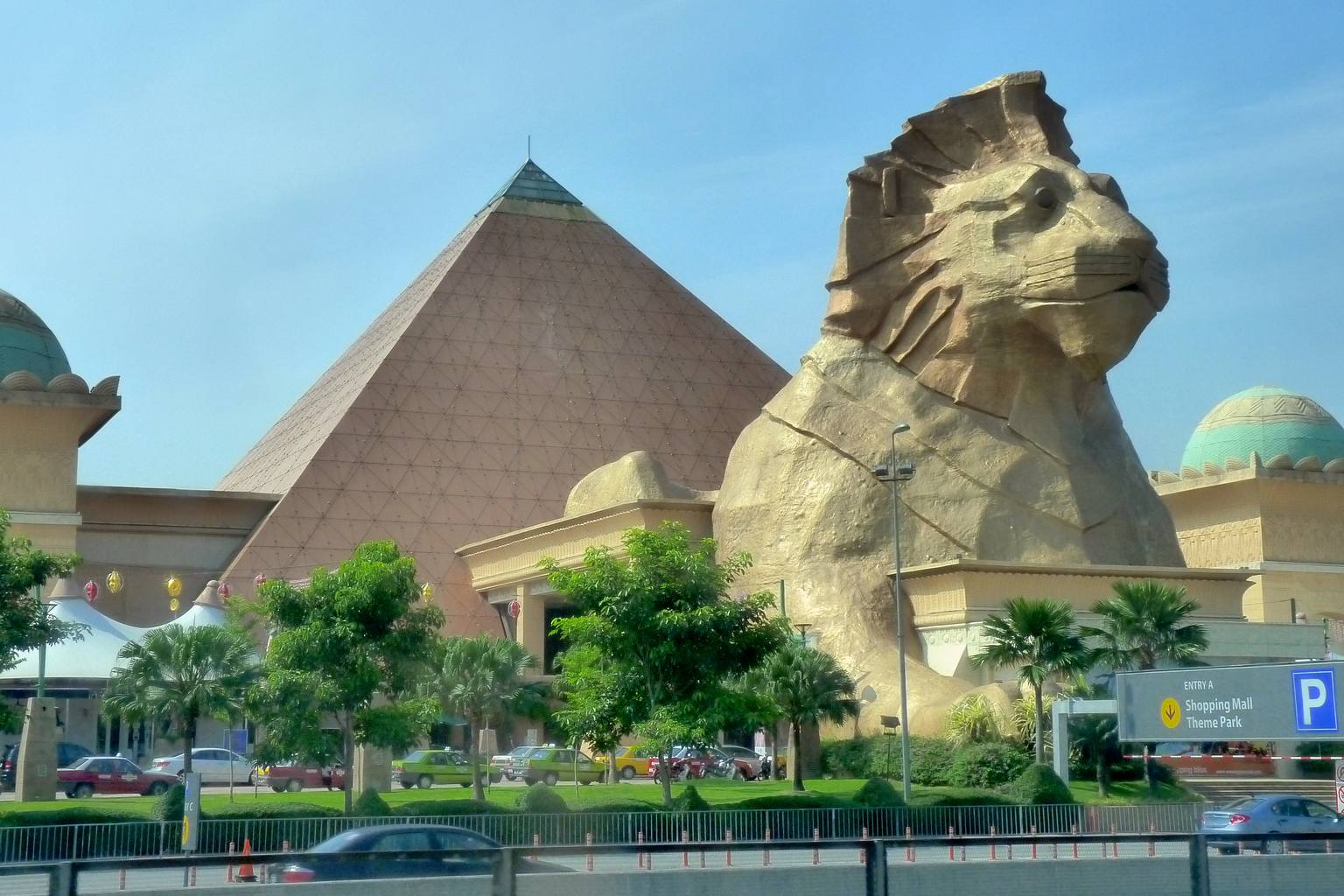
Sunway Pyramid ở Subang Jaya là trung tâm mua sắm có một Kim tự tháp Ai Cập lấy cảm hứng từ với một con sư tử được thiết kế Sphinx.

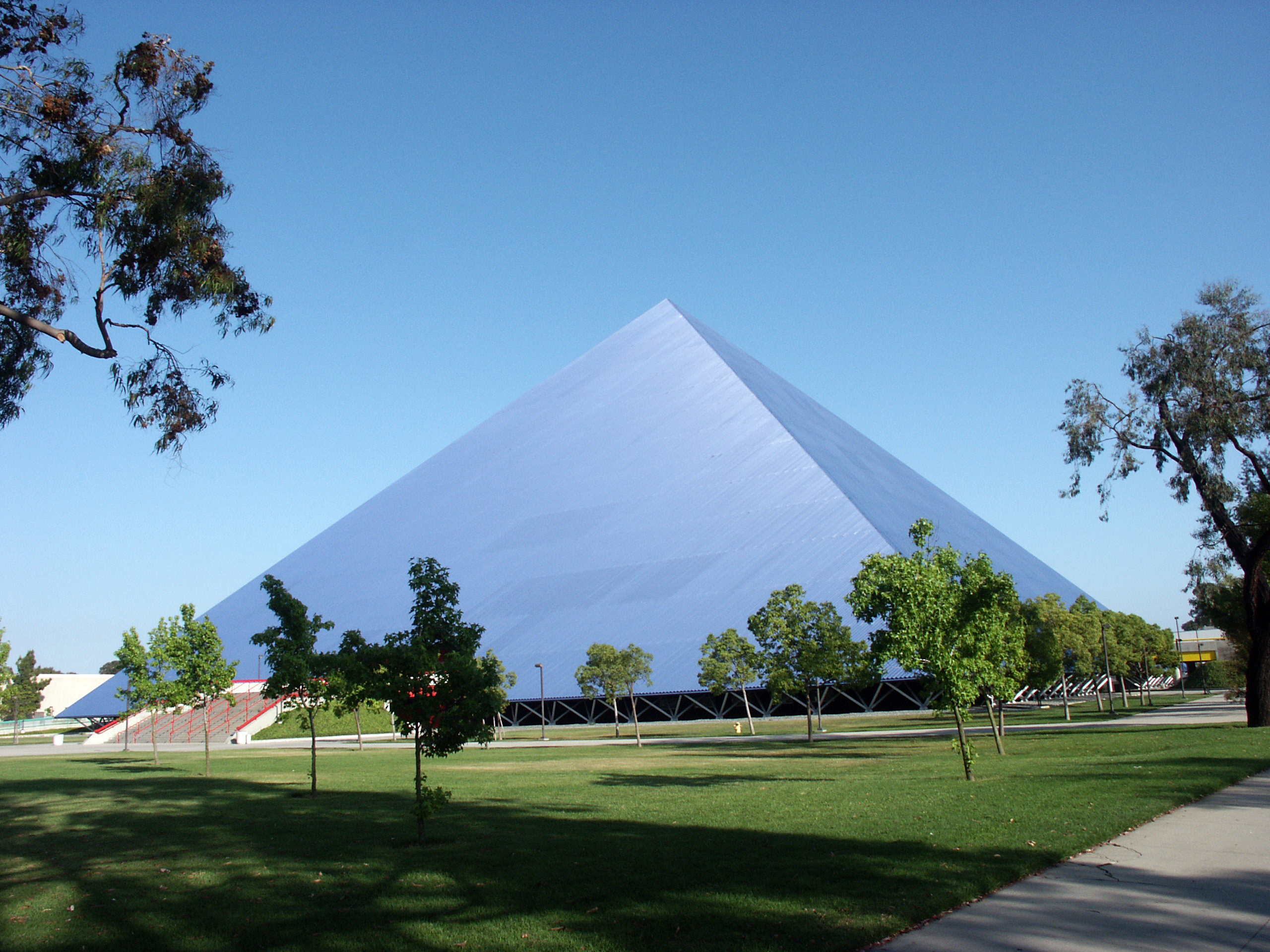
Kim tự tháp Walter ở Long Beach, California

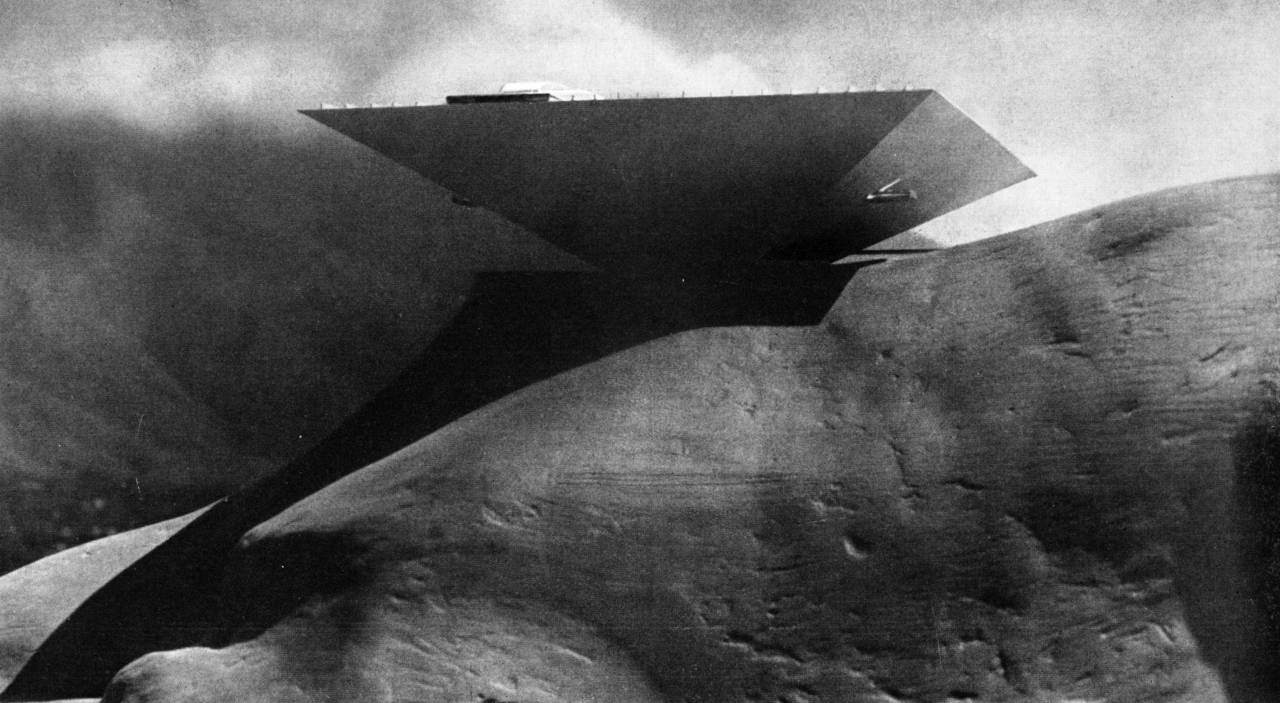
Thiết kế của Oscar Niemeyer cho một bảo tàng ở Caracas

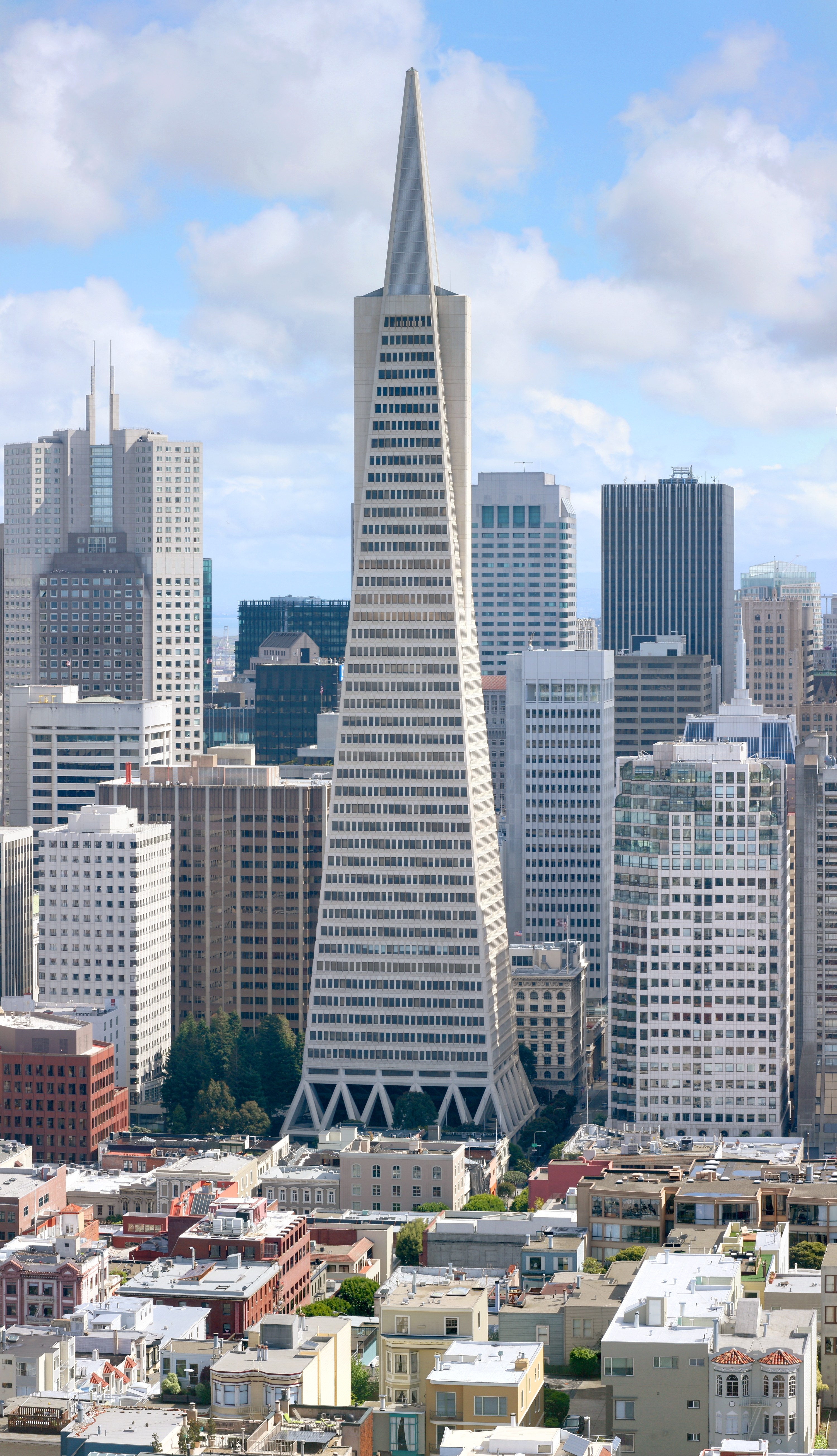
Kim tự tháp Transamerica ở San Francisco, California

- Kim tự tháp Louvre ở Paris, Pháp, trong khuôn viên của Bảo tàng Louvre, là một công trình kiến trúc bằng kính dài 20,6 mét (khoảng 70 foot) đóng vai trò như một lối vào bảo tàng. Nó được thiết kế bởi kiến trúc sư người Mỹ IM Pei và được hoàn thành vào năm 1989. Pyramide Inversée (Kim tự tháp ngược) được trưng bày trong trung tâm mua sắm Louvre dưới lòng đất.
- Ngôi làng Tama-Re là một tập hợp các tòa nhà và đài tưởng niệm theo chủ đề Ai Cập được thành lập gần Eatonton, Georgia bởi những người Nuwaubians vào năm 1993, hầu hết đã bị phá hủy sau khi bị chính phủ tịch thu năm 2005.
- Khách sạn Luxor ở Las Vegas, Hoa Kỳ, là một kim tự tháp thật cao 30 tầng với ánh sáng chiếu từ đỉnh.
- Đấu trường Kim tự tháp 32 tầng ở Memphis, Tennessee (một thành phố được đặt theo tên của thủ đô Ai Cập cổ đại, tên của chính nó được lấy từ tên của một trong những kim tự tháp của nó). Được xây dựng vào năm 1991, đây là sân nhà cho chương trình bóng rổ nam của Đại học Memphis và Memphis Grizzlies của Hiệp hội Bóng rổ Quốc gia cho đến năm 2004.
- Kim tự tháp Walter, ngôi nhà của các đội bóng rổ và bóng chuyền của Đại học Bang California, Long Beach, khuôn viên ở California, Hoa Kỳ, là một kim tự tháp màu xanh da trời thật cao 18 tầng.
- Kim tự tháp Transamerica 48 tầng ở San Francisco, California, được thiết kế bởi William Pereira, một trong những biểu tượng của thành phố.
- Khách sạn Ryugyong 105 tầng ở Bình Nhưỡng, miền Bắc Triều Tiên.
- Từng là bảo tàng / đài tưởng niệm ở Tirana, Albania thường được biết đến với cái tên " Kim tự tháp Tirana ". Nó khác với các kim tự tháp điển hình ở chỗ có hình dạng xuyên tâm chứ không phải hình vuông hoặc hình chữ nhật, và các cạnh dốc nhẹ làm cho nó ngắn lại so với kích thước của đáy.
- Tòa nhà Đài phát thanh Slovak ở Bratislava, Slovakia. Tòa nhà này có hình dạng giống như một kim tự tháp ngược.
- Kim tự tháp Summum, một kim tự tháp 3 tầng ở Thành phố Salt Lake, được sử dụng để hướng dẫn triết lý Summum và tiến hành các nghi thức liên quan đến Xác ướp Hiện đại.
- Cung điện Hòa bình và Hòa giải ở Nur-Sultan, Kazakhstan.
- Các Kim tự tháp tại Khu nghỉ dưỡng Thiền Quốc tế Osho ở Pune, Ấn Độ (với mục đích thiền định).
- Ba kim tự tháp của Moody Gardens ở Galveston, Texas.
- Kim tự tháp Ngân hàng Co-Op hay Kim tự tháp Stockport ở Stockport, Anh là một khối văn phòng lớn hình kim tự tháp ở Stockport của Anh. (Phần xung quanh của thung lũng Mersey trên đôi khi được gọi là "Thung lũng các vị vua" theo tên Thung lũng của các vị vua ở Ai Cập.)
- Đài tưởng niệm Ames ở đông nam Wyoming vinh danh những người anh em đã tài trợ cho Công ty Đường sắt Thái Bình Dương Union.
- Trylon, một kim tự tháp hình tam giác được dựng lên cho Hội chợ Thế giới năm 1939 ở Flushing, Queens và bị phá bỏ sau khi Hội chợ đóng cửa.
- Kim tự tháp Ballandean, tại Ballandean ở vùng nông thôn Queensland là một kim tự tháp điên rồ cao 15 mét được làm từ các khối đá granit địa phương.
- Kim tự tháp Karlsruhe là một kim tự tháp làm bằng đá sa thạch đỏ, nằm ở trung tâm quảng trường chợ Karlsruhe, Đức. Nó được dựng lên trong những năm 1823–1825 trên hầm của người sáng lập thành phố, Margrave Charles III William (1679–1738).
- Hội trường âm nhạc GoJa ở Prague.
- Nhà kính của Nhạc viện Muttart ở Edmonton, Alberta.
- Các kim tự tháp nhỏ tương tự như của Louvre có thể được tìm thấy bên ngoài sảnh của Tòa nhà Citicorp ở Thành phố Long Island, Queens NY.
- Các Kim tự tháp của Quần thể Các Ngôi sao Thành phố ở Cairo, Ai Cập.
- Tòa nhà kim tự tháp thuộc The Digital Group (TDG), tại Hinjwadi, Pune, Ấn Độ.[33]
- Trung tâm Phát triển Công ty Steelcase gần Grand Rapids, Michigan.
- Trung tâm mua sắm Sunway Pyramid ở Selangor, Malaysia.
- Bảo tàng Hà Nội với thiết kế tổng thể là một Kim tự tháp ngược.
- Hà! Ha! Kim tự tháp của nghệ sĩ Jean-Jules Soucy ở La Baie, Quebec được làm từ 3.000 biển báo nhường đường.[34]
- Quần thể văn hóa - giải trí "Kim tự tháp" và Tượng đài cuộc vây hãm Kazan (Nhà thờ Hình ảnh Edessa) ở Kazan, Nga.
- Khu phức hợp triển lãm kinh doanh "Phorum" của Expocentre ở Moscow, Nga.
- Một vài kim tự tháp thuộc khu phức hợp mua sắm - giải trí Marco-city ở Vitebsk, Belarus.[35]
- Kim tự tháp Thời gian ở Wemding, Đức, một kim tự tháp được bắt đầu vào năm 1993 và dự kiến hoàn thành vào năm 3183.[36]
- Triangle, một tòa nhà chọc trời được đề xuất ở Paris.
- Kim tự tháp Mega-City Shimizu, một dự án được đề xuất để xây dựng một kim tự tháp đồ sộ trên Vịnh Tokyo ở Nhật Bản.
- Ngôi mộ của Quintino Sella, bên ngoài nghĩa trang hoành tráng của Oropa.[37]
- Đài tưởng niệm Donkin, được xây dựng trên một khu bảo tồn Xhosa vào năm 1820 bởi Thống đốc Cape Sir Rufane Donkin để tưởng nhớ người vợ quá cố Elizabeth của ông, ở Port Elizabeth, Nam Phi. Kim tự tháp được sử dụng trong nhiều loại áo khoác khác nhau gắn liền với Port Elizabeth. Liền kề với Kim tự tháp là ngọn hải đăng (1863) là nơi đặt văn phòng Du lịch Vịnh Nelson Mandela, cũng như một lá cờ Nam Phi 12 x 8 m bay từ cột cờ cao 65 m. Nó cũng là một phần của tuyến đường Nghệ thuật Công cộng Route 67.
- Bảo tàng Nghệ thuật Hiện đại chưa xây dựng của Caracas được thiết kế như một kim tự tháp lộn ngược. Chơi dựa trên một biến thể của cấu hình nổi tiếng, bằng cách đảo ngược hình học tự nhiên, Oscar Niemeyer đã dự định một bố cục táo bạo, tuy nhiên vẫn nhỏ gọn về nguyên tắc của nó.[38]

### Lăng kim tự tháp hiện đại
Với phong trào Phục hưng Ai Cập vào thế kỷ 19 và đầu thế kỷ 20, các kim tự tháp đã trở nên phổ biến hơn trong kiến trúc danh dự. Phong cách này được giới tài phiệt ở Mỹ đặc biệt ưa chuộng. Lăng mộ của Hunt ở Phoenix, Arizona và Lăng Kim tự tháp Schoenhofen ở Chicago là một số ví dụ đáng chú ý. Thậm chí ngày nay một số người còn xây dựng những ngôi mộ kim tự tháp cho riêng mình. Nicolas Cage đã mua một ngôi mộ kim tự tháp cho mình trong một nghĩa địa nổi tiếng ở New Orleans.

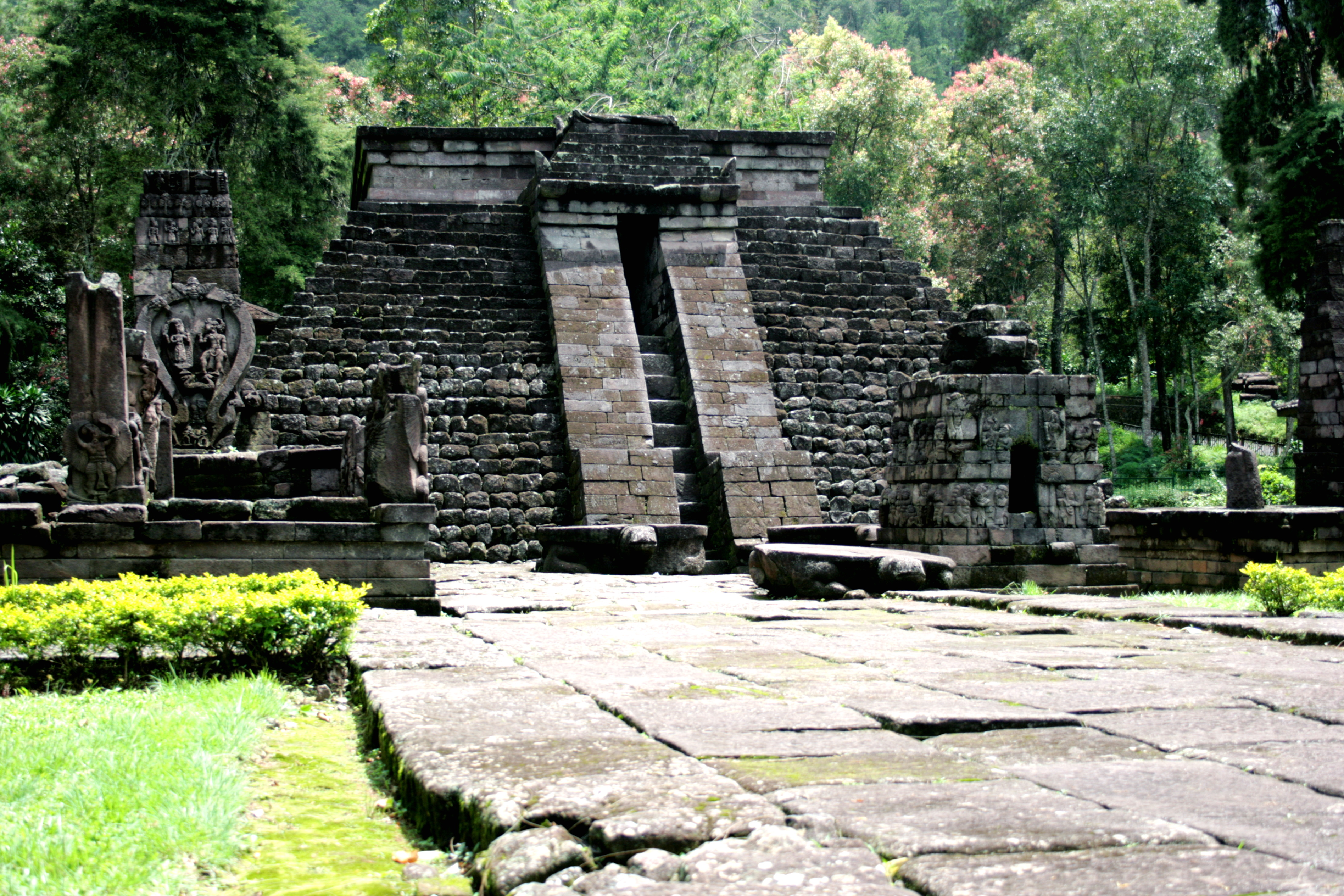
Candi Sukuh in Java, Indonesia
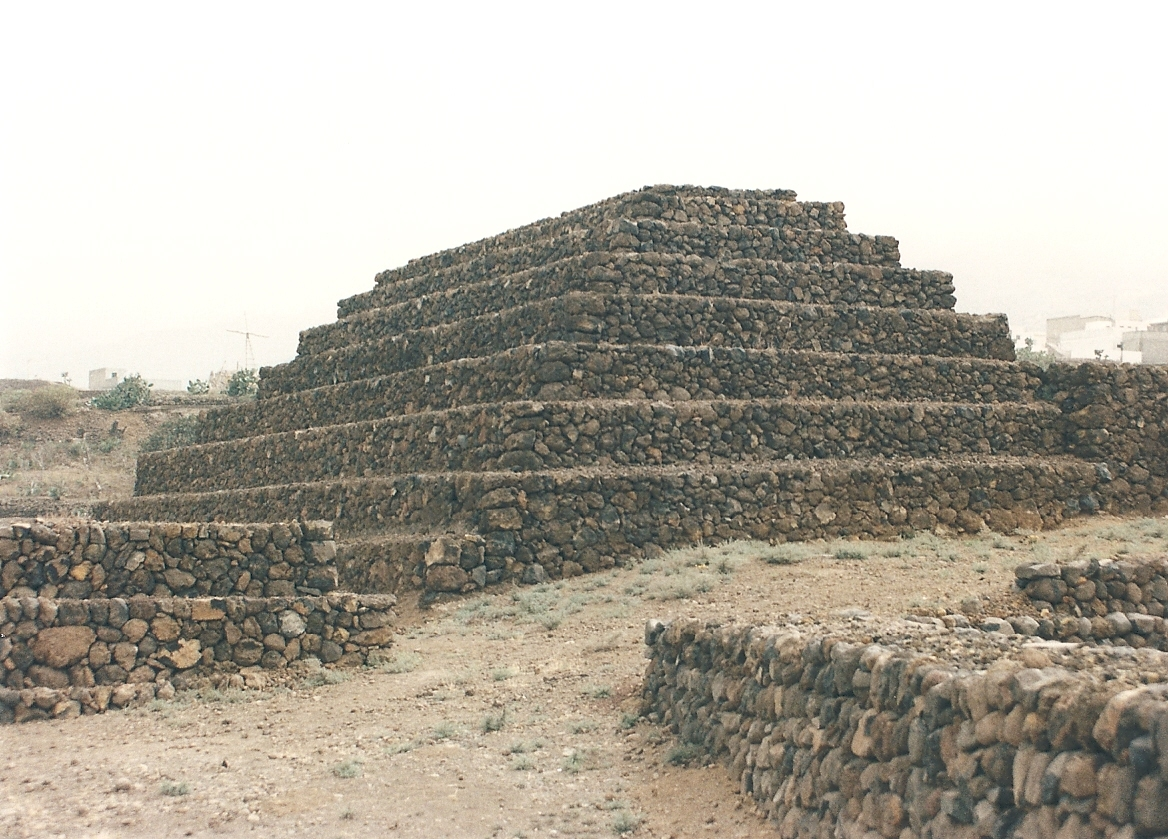
Pyramids of Güímar, Tenerife (Spain)
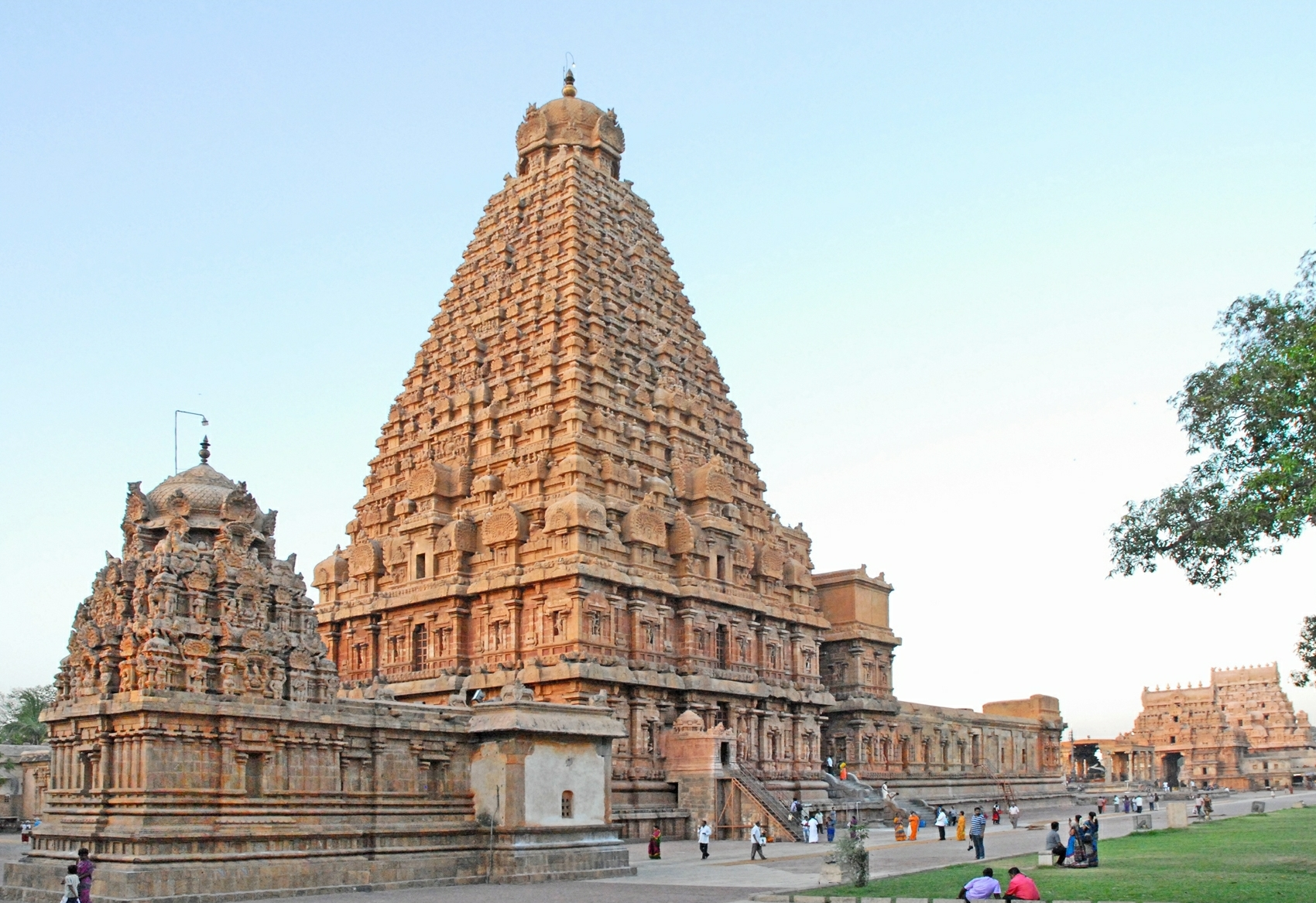
Pyramid Shaped Hindu Temple
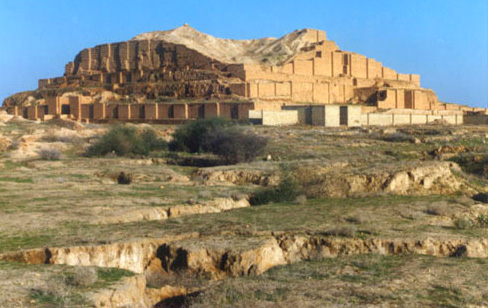
Chogha Zanbil is an ancient Elamite complex in the Khuzestan province of Iran.
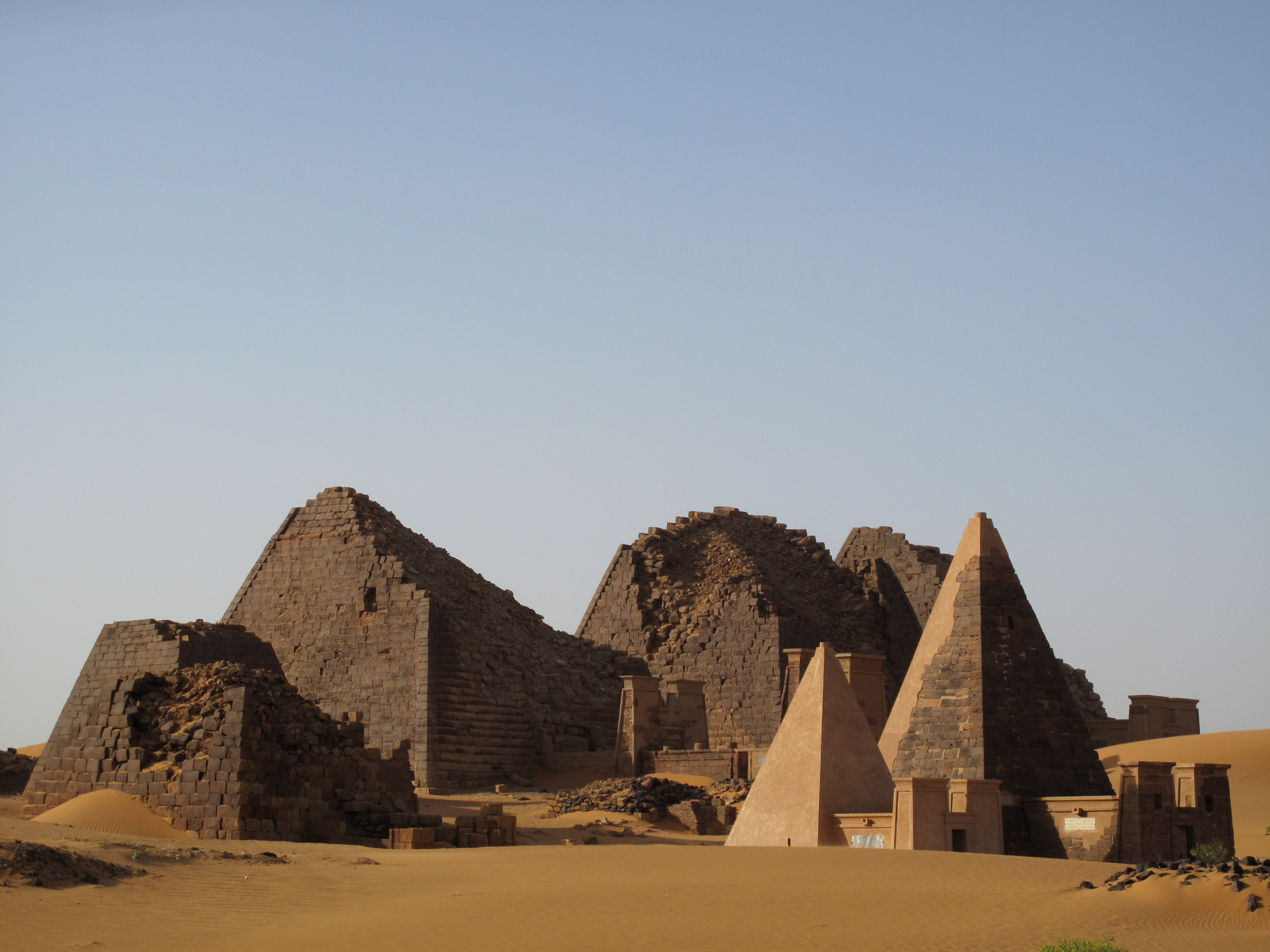
Nubian pyramids at Archaeological Sites of the Island of Meroe
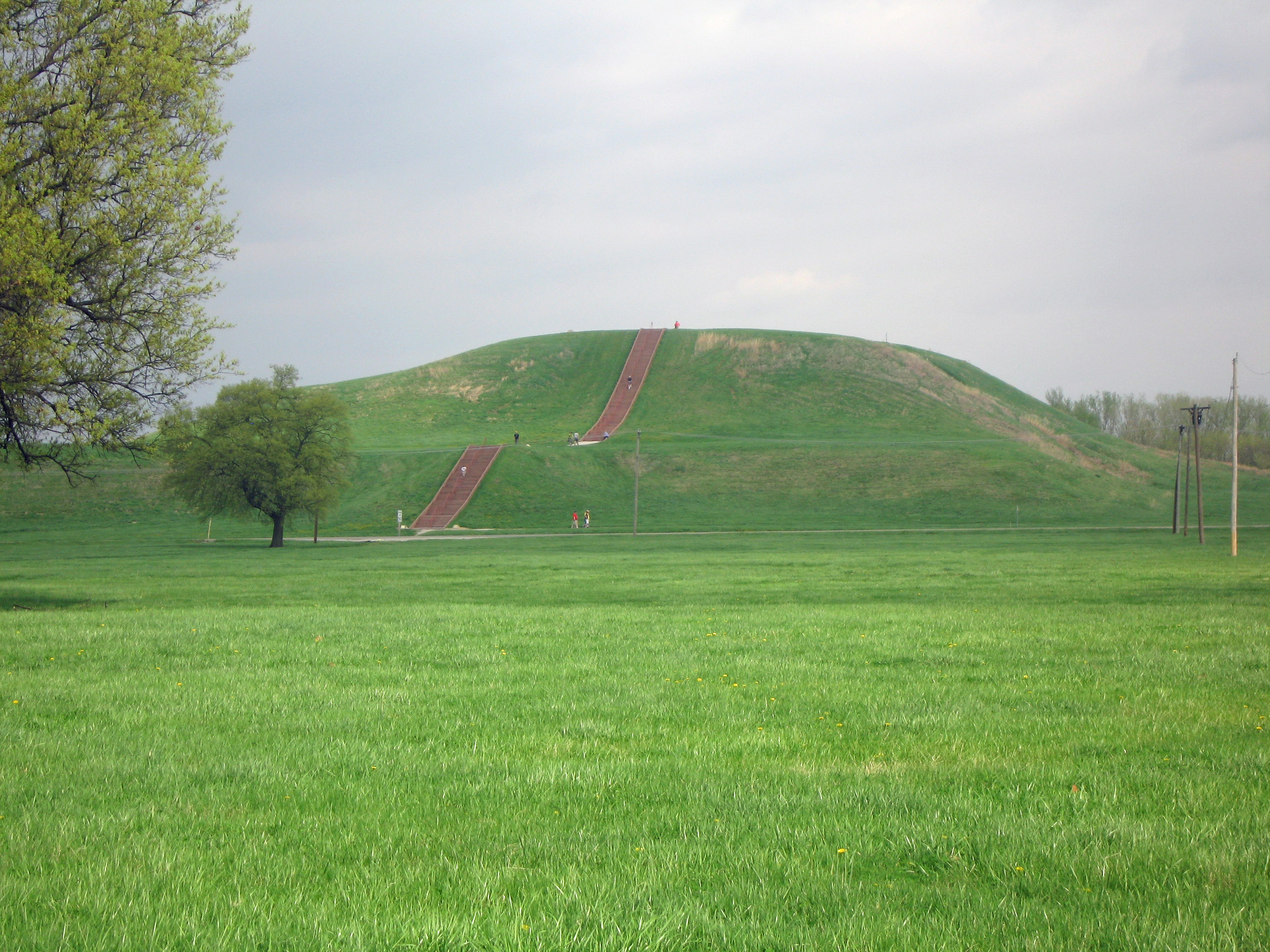
Monks Mound, Cahokia
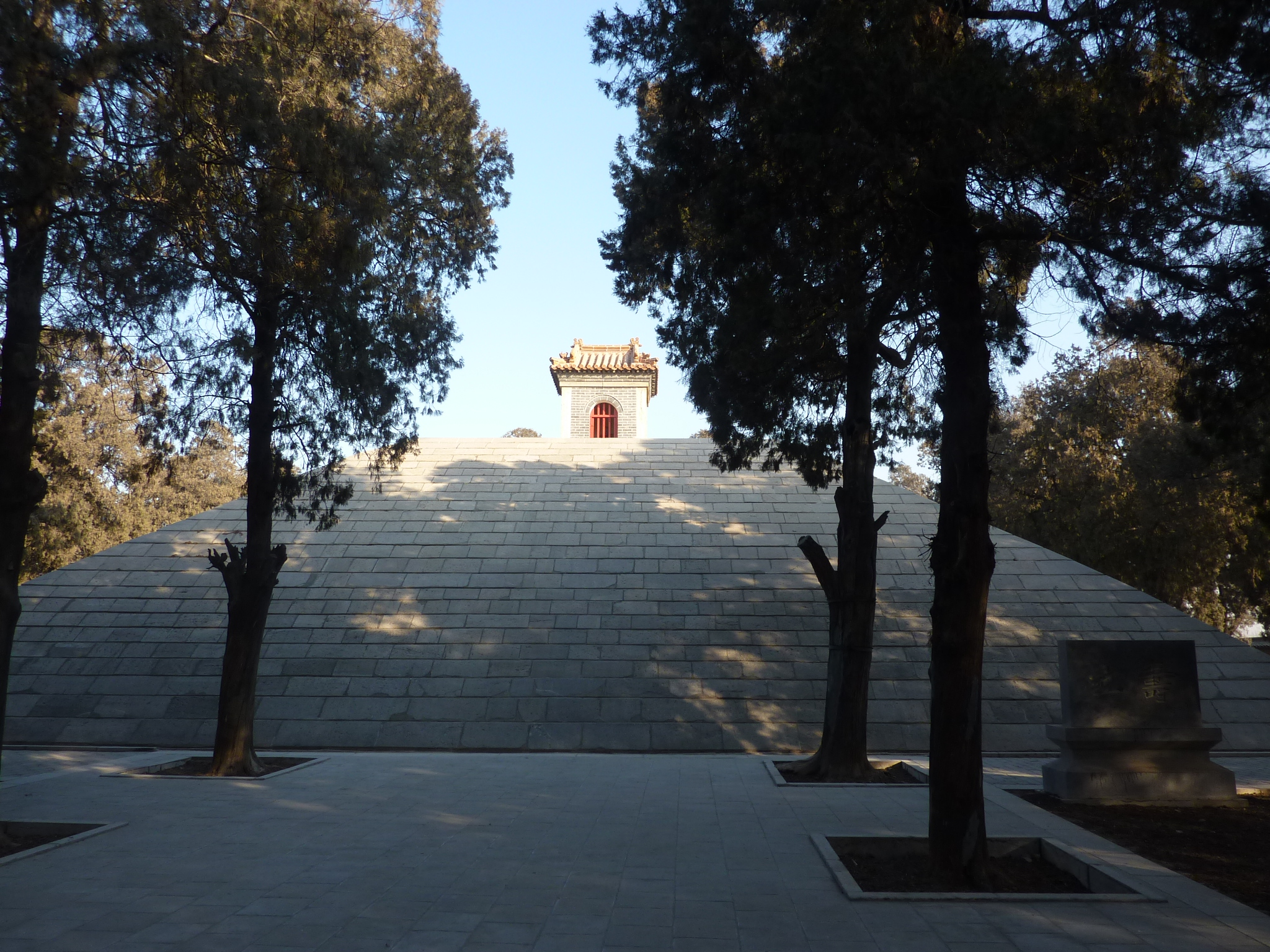
Shaohao Tomb, Qufu, China
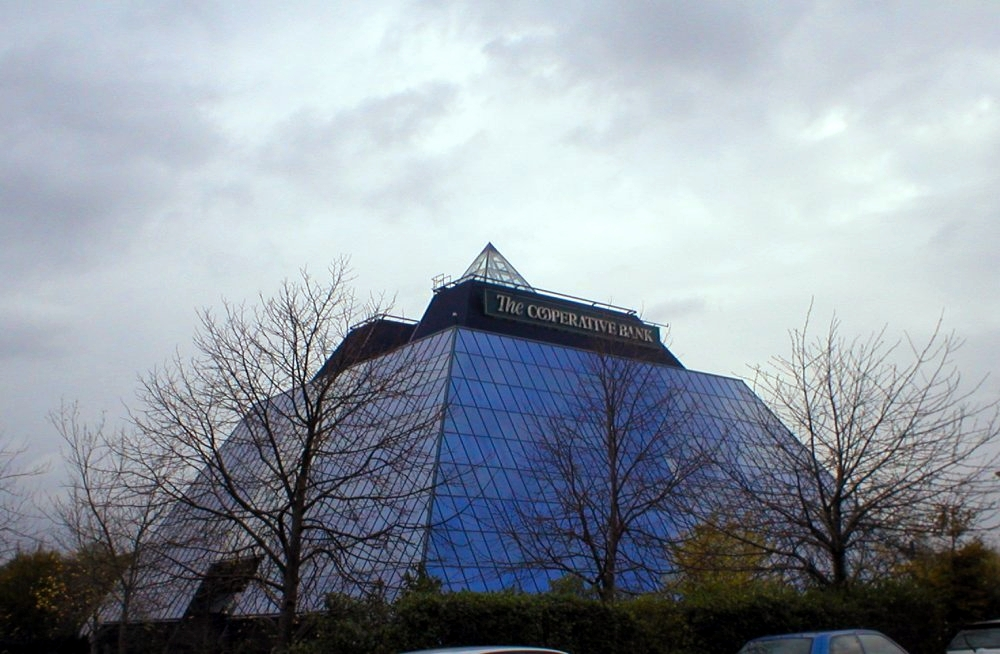
Stockport Pyramid in Stockport, United Kingdom
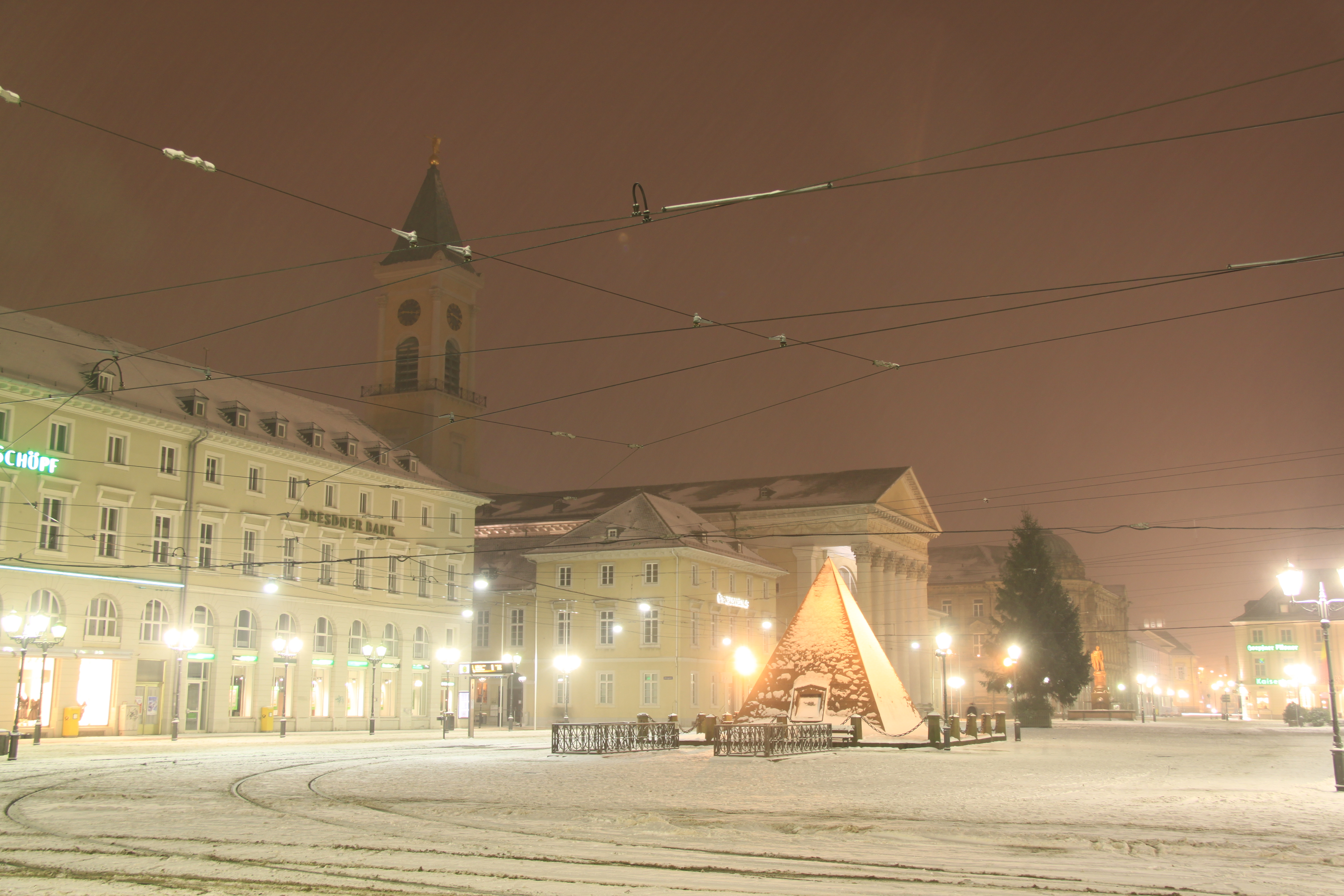
Karlsruhe Pyramid, Germany
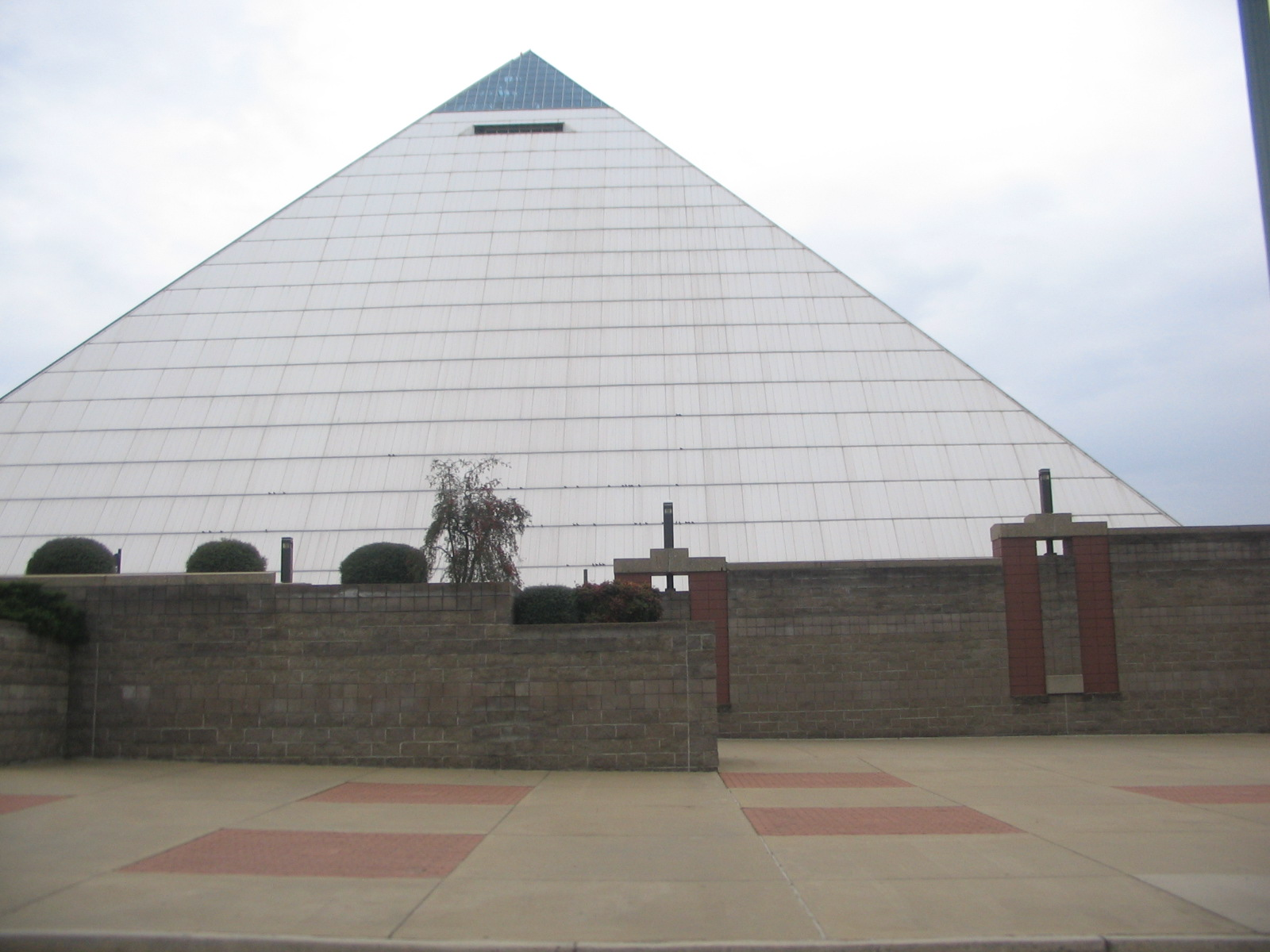
The Pyramid Arena in Memphis, Tennessee
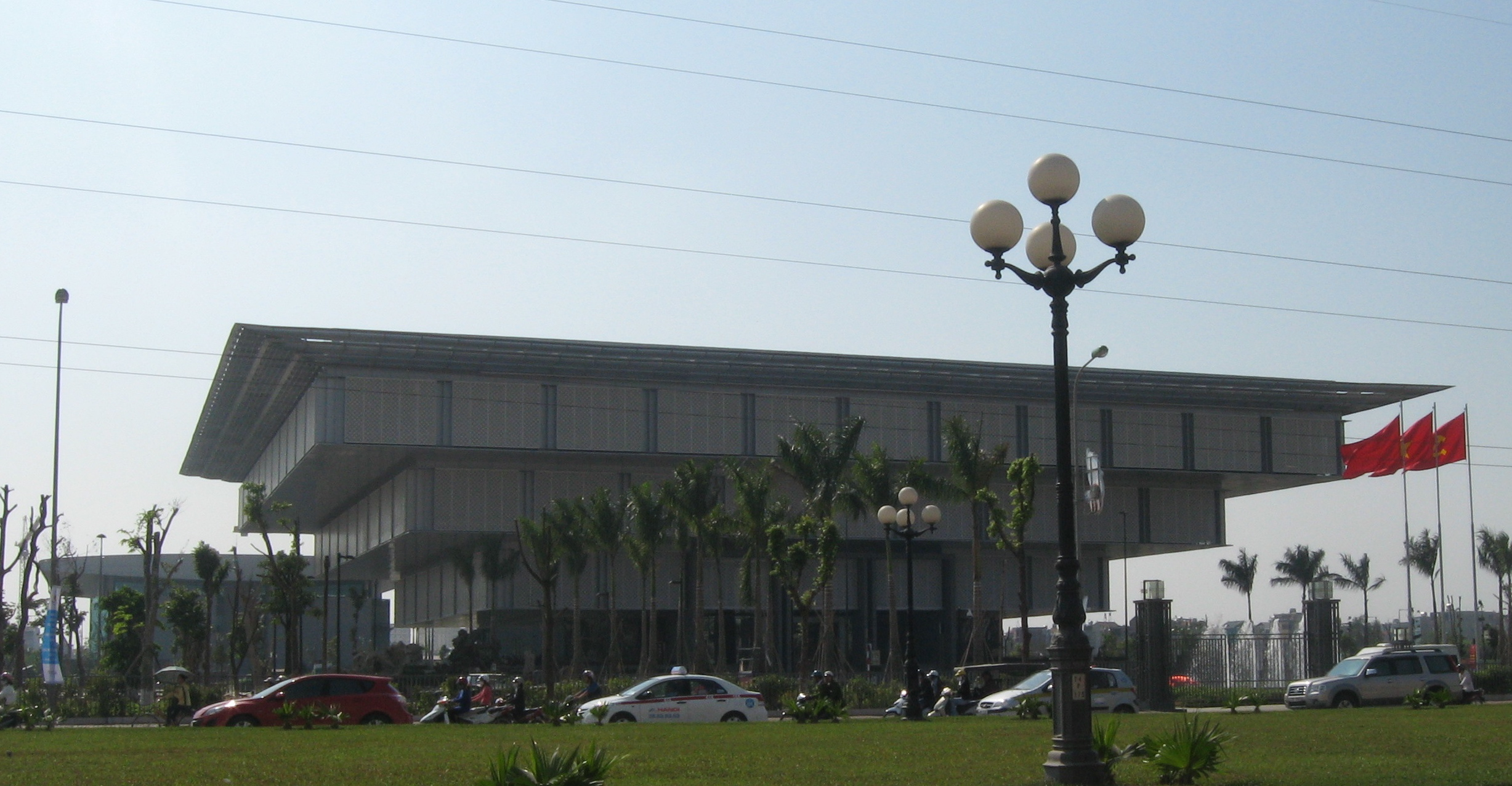
Hanoi Museum in Việt Nam features an overall design of an inverted Pyramid.
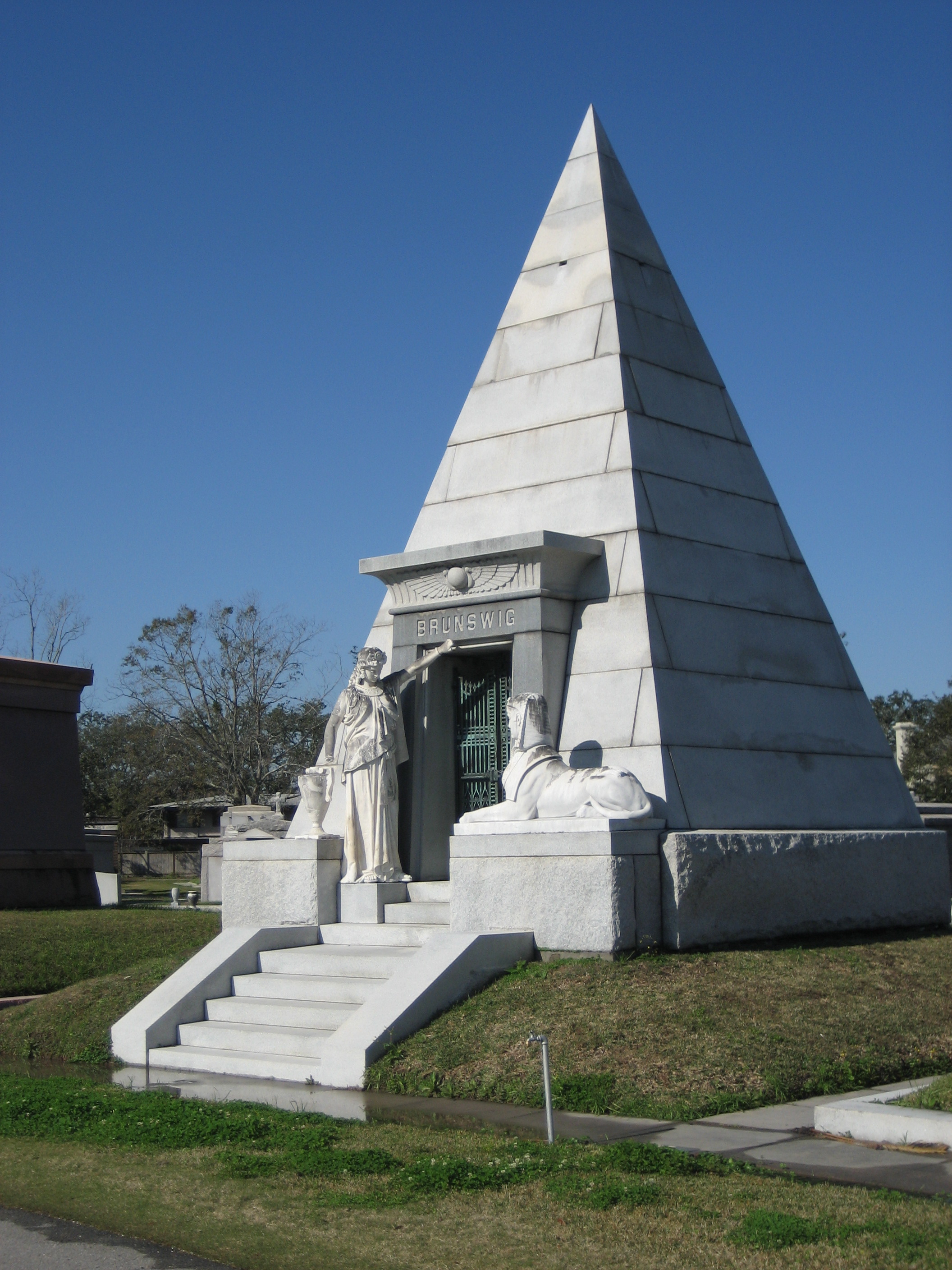
Metairie Cemetery, New Orleans
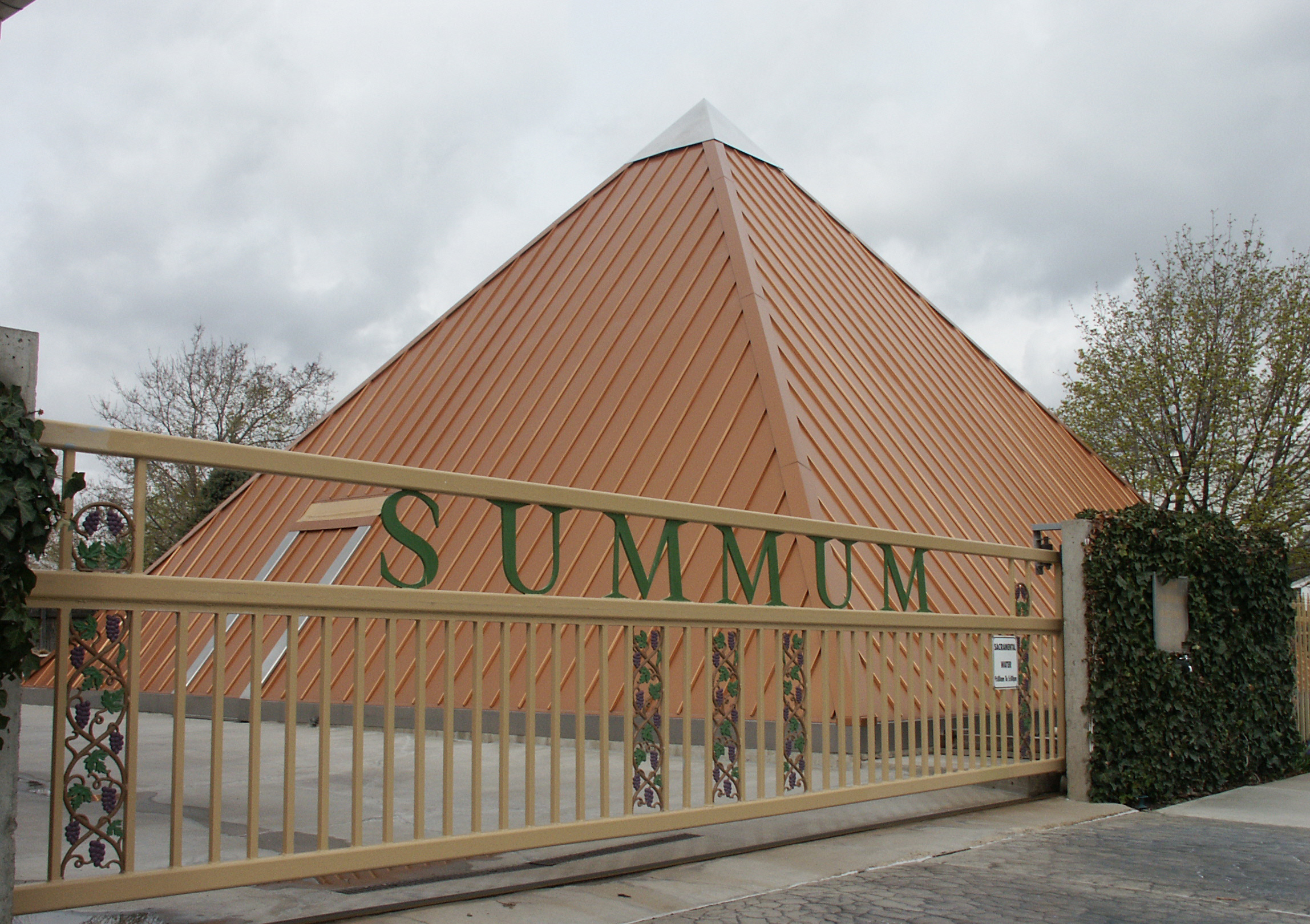
The Summum Pyramid in Salt Lake City
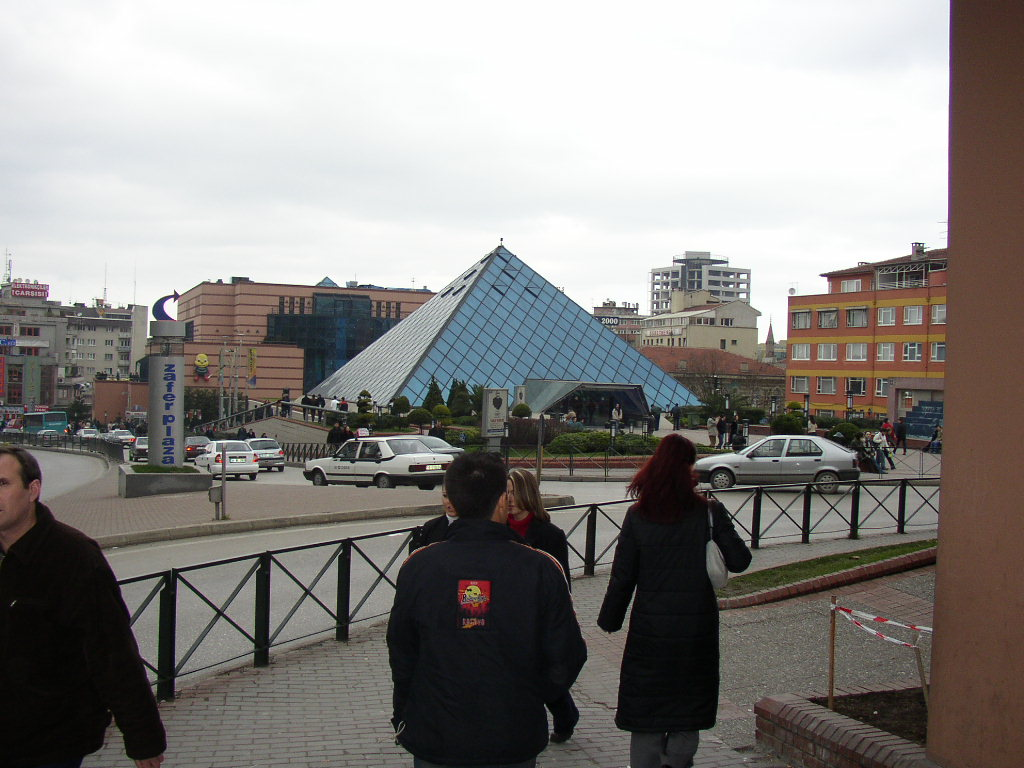
Zafer Plaza shopping center in Bursa, Turkey
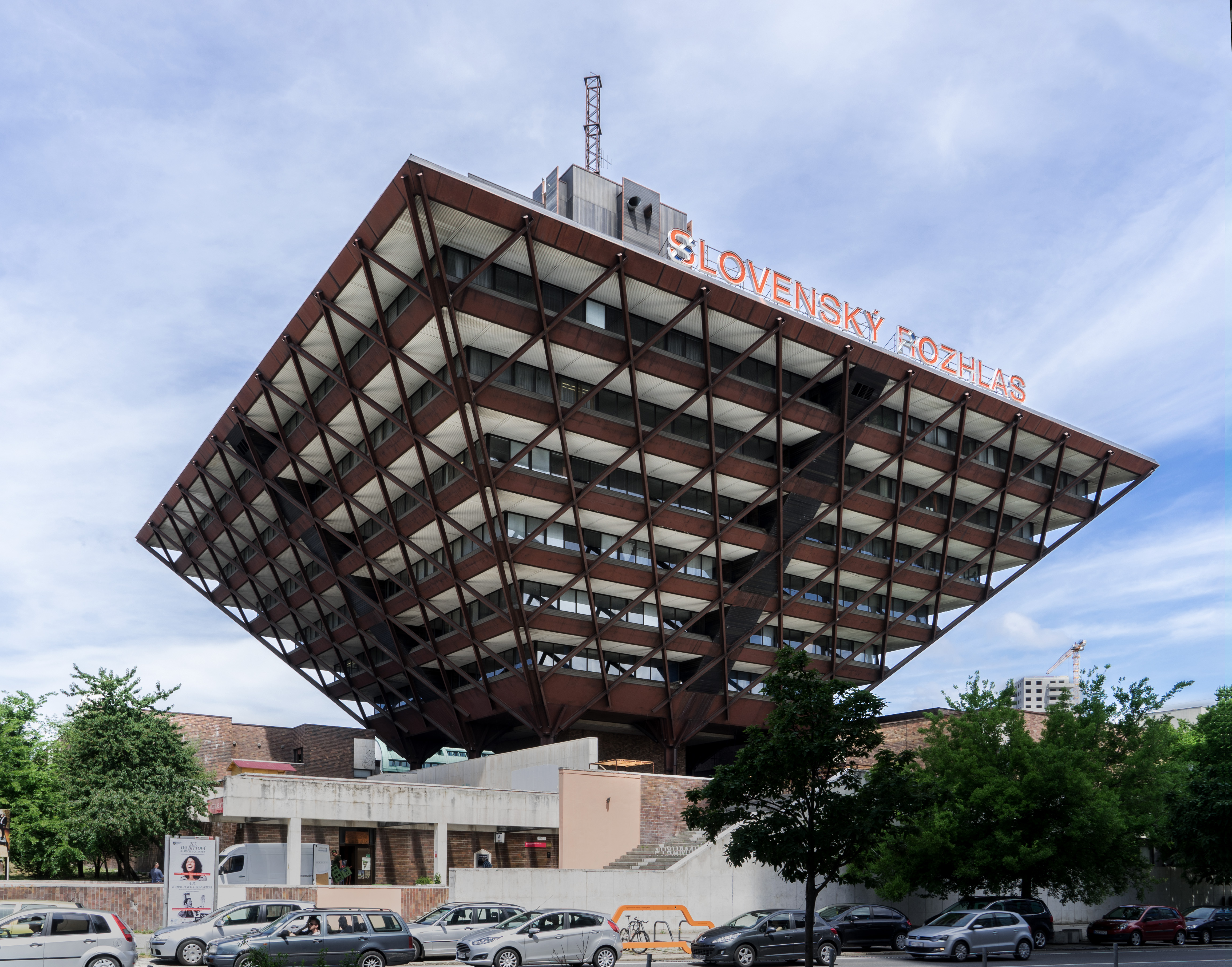
Slovak Radio Building, Bratislava, Slovakia.
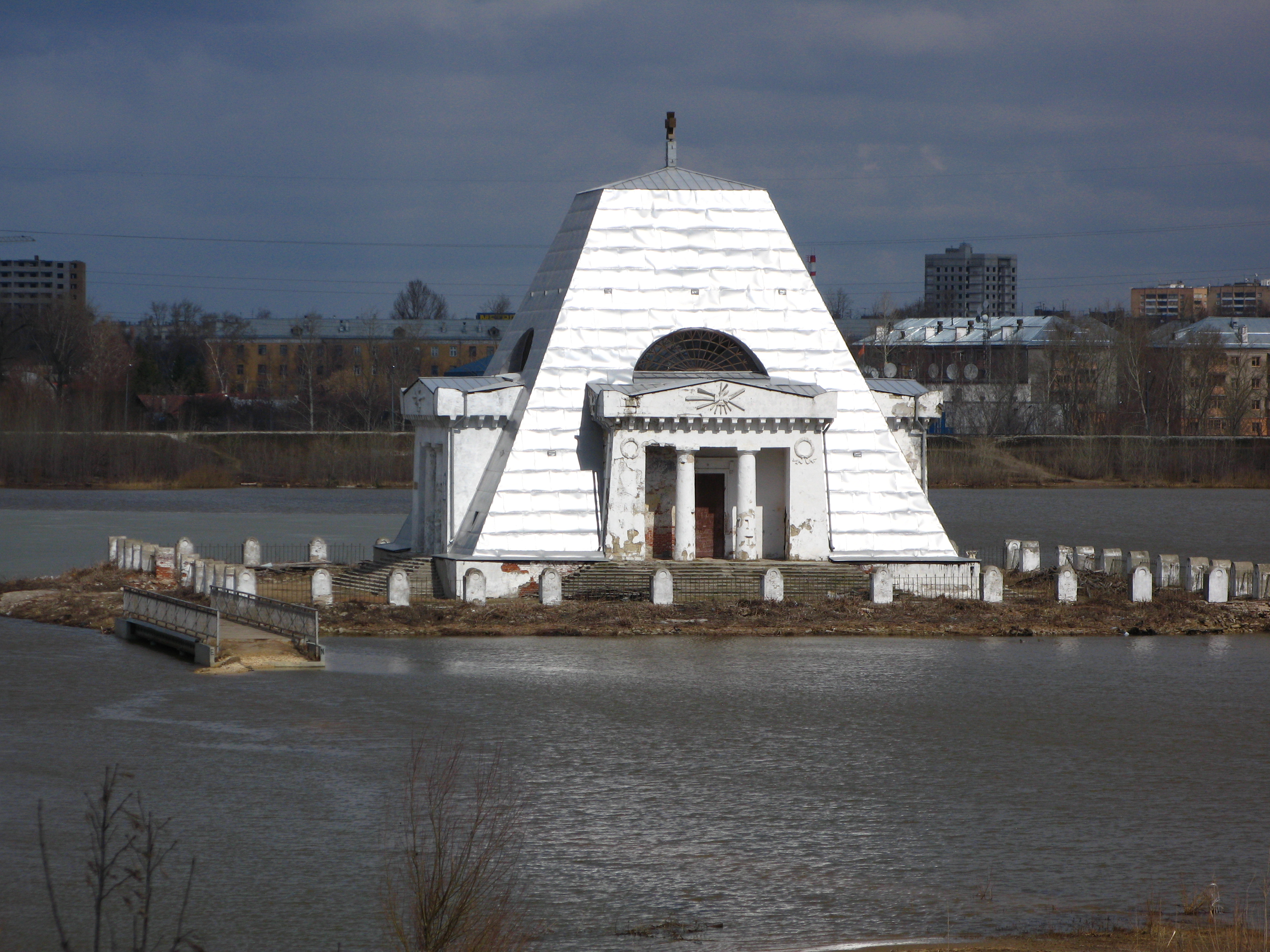
Monument of Kazan siege (Church of Image of Edessa) in Kazan, Russia.
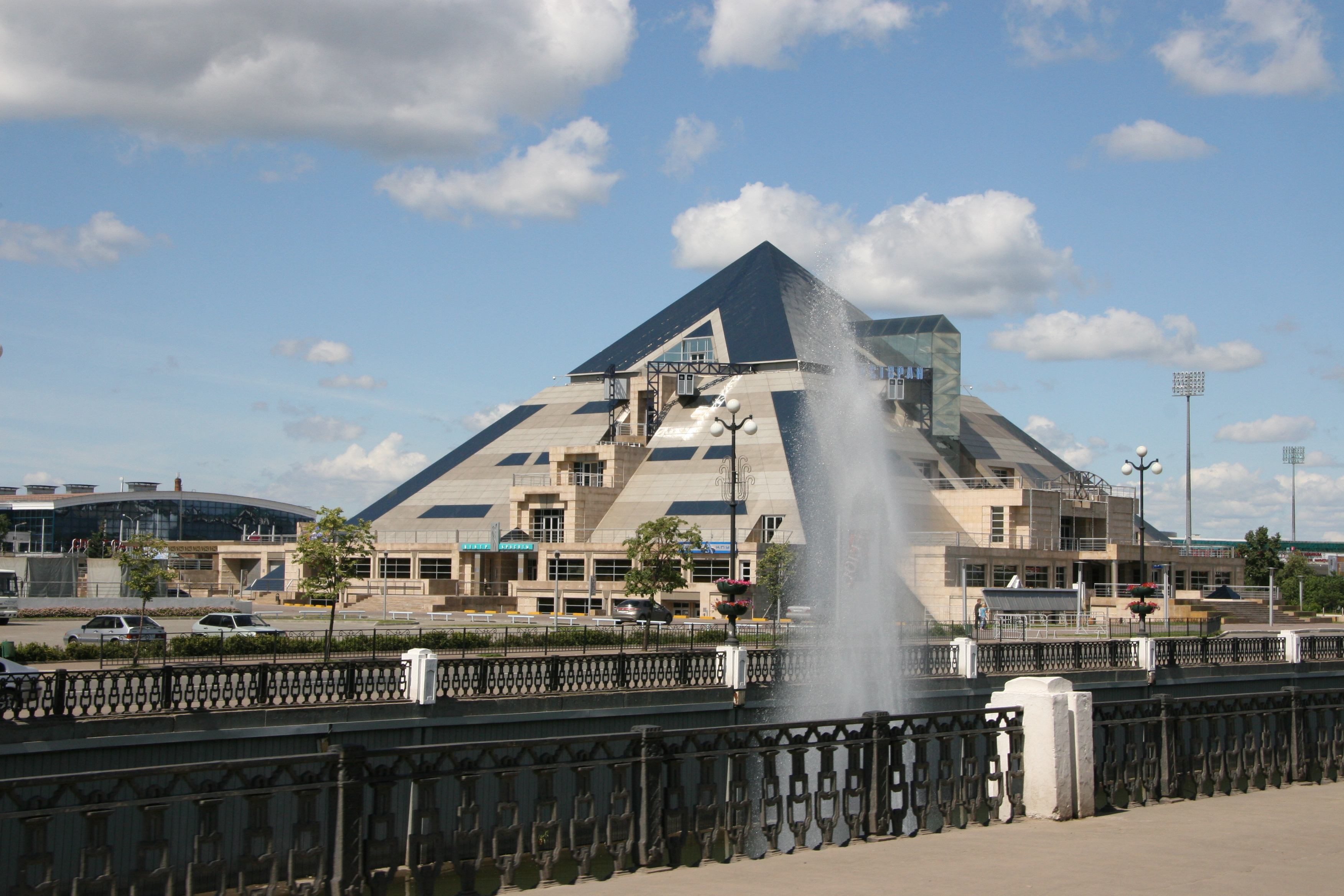
"Pyramid" culture-entertainment complex in Kazan, Russia.
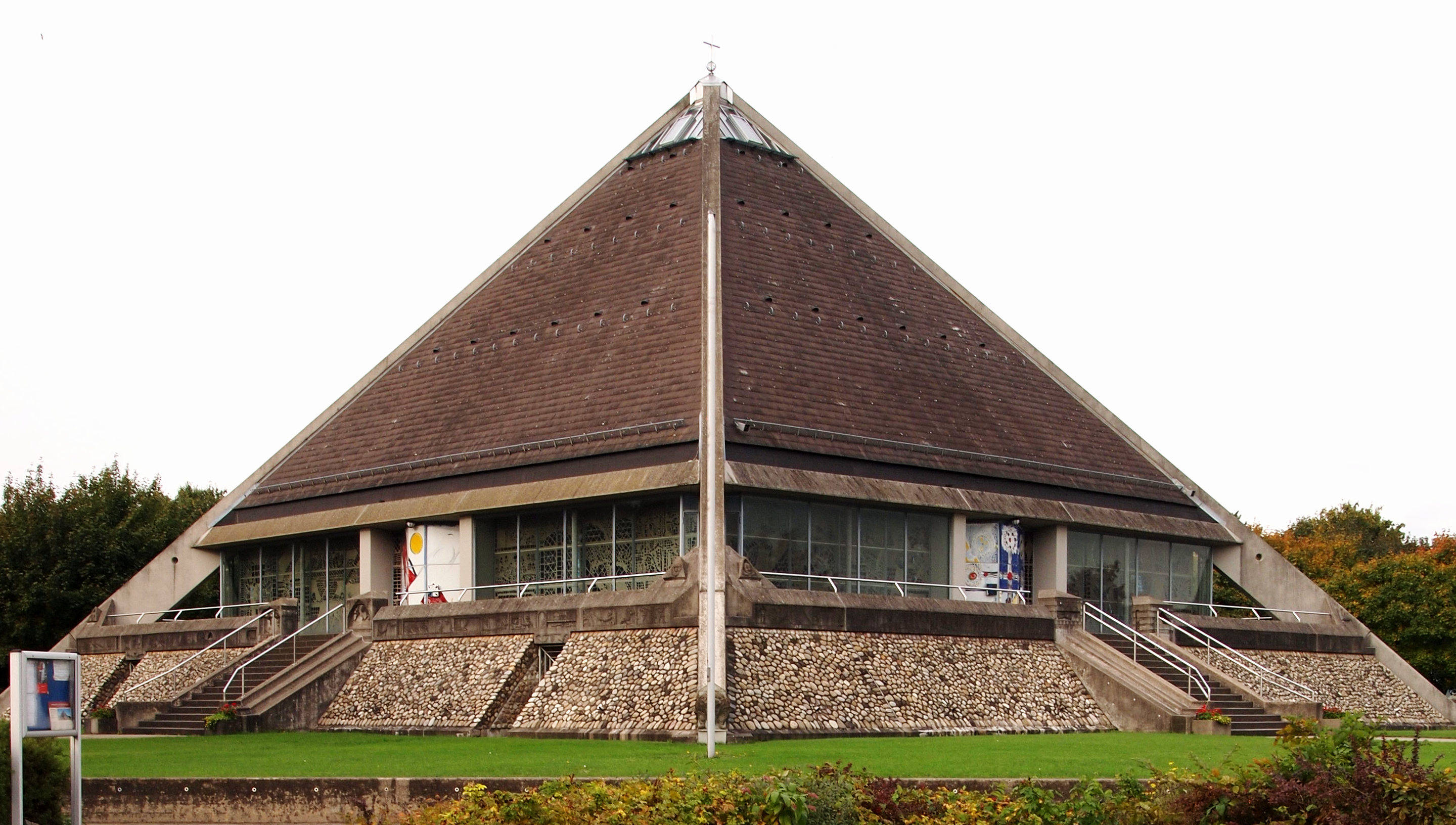
Pyramidal road church in Baden-Baden, Germany
El Castillo at Chichen Itza